# Guerra de Irak
La guerra de Irak fue un conflicto bélico que comenzó el jueves 20 de marzo de 2003 cuando una coalición de varios países encabezados por Estados Unidos invadieron Irak, y finalizó el domingo 18 de diciembre de 2011 con la retirada de las tropas extranjeras. El conflicto comenzó con la invasión de Irak por parte de la coalición liderada por Estados Unidos que derrocó al gobierno baazista de Sadam Huseín. El conflicto continuó durante gran parte de la década siguiente, cuando surgió una insurgencia para oponerse a las fuerzas de la coalición y al gobierno iraquí posterior a la invasión. Las tropas estadounidenses se retiraron oficialmente a finales de 2011. En 2014, Estados Unidos volvió a involucrarse en Irak, liderando una nueva coalición bajo la Fuerza de Tarea Conjunta Combinada – Operación Resolución Inherente, a medida que el conflicto evolucionaba hacia la insurgencia en curso del Estado Islámico.
Tras finalizar la guerra se dio paso a una operación de entrenamiento de las tropas iraquíes para combatir la insurgencia y el terrorismo. Esta operación se dio a conocer como Operación Nuevo Amanecer, que se inició al organizar los Estados Unidos una coalición multinacional, compuesta por unidades de las fuerzas armadas de los propios Estados Unidos, el Reino Unido y contingentes menores de Australia, Corea del Sur, Dinamarca, Polonia, El Salvador, España, Italia, República Dominicana, Nicaragua, Honduras y otros países más.
La principal justificación para esta operación que ofreció el presidente de los Estados Unidos, George W. Bush y sus aliados en la coalición, fue la afirmación de que Irak poseía y estaba desarrollando armas de destrucción masiva (ADM), violando un convenio de 1991. Funcionarios de los Estados Unidos sostuvieron que Irak representaba una inminente, urgente e inmediata amenaza a los Estados Unidos, a su pueblo y a sus aliados, así como a sus intereses. Se criticó ampliamente a los servicios de información, y los inspectores designados al efecto no encontraron pruebas de que existieran las pretendidas armas de destrucción masiva. 
Después de la invasión, el Grupo de Investigación en Irak llegó a la conclusión de que Irak había terminado sus programas para desarrollar dichas armas en 1991 y no había ninguna en el momento de la invasión, pero que tenían la intención de reanudar la producción siempre y cuando se levantaran las sanciones. Algunos funcionarios de los Estados Unidos alegaron que Sadam Huseín y Al Qaeda habían estado cooperando, pero no hay pruebas de que exista una relación de colaboración. También se afirmó que el gobierno de Irak elogió abiertamente los ataques del 11 de septiembre debido a que Sadam Huseín dijo tras los ataques: “Estados Unidos está cosechando las espinas plantadas por sus gobernantes en el mundo”.
Otras razones para la invasión por parte de los funcionarios incluían las preocupaciones sobre el apoyo financiero de Irak para las familias de terroristas suicidas palestinos, violaciones de los derechos humanos por parte del gobierno iraquí, el planteamiento de propagar los derechos humanos en Irak, las tensiones después de la invasión de Kuwait por parte de Irak o los intereses sobre las reservas de petróleo de Irak, aunque Estados Unidos no mostró interés por esto último de igual manera algunos funcionarios negaron un posible interés por las reservas de petróleo. No obstante, Irak, no llegó a desarrollar armas nucleares, debido a la Operación Ópera de Israel, acontecida unos años antes.
La invasión llevó a la rápida derrota de las fuerzas iraquíes, el derrocamiento del presidente Sadam Huseín, su captura en diciembre de 2003 y su ejecución en diciembre de 2006. La coalición dirigida por los Estados Unidos en el Irak ocupado trató de establecer un nuevo gobierno democrático. Sin embargo, poco después de la invasión inicial, la violencia contra las fuerzas de la coalición y entre los diversos grupos étnicos dio lugar a una guerra asimétrica con la insurgencia iraquí, la guerra civil entre sunitas y chiitas iraquíes, y las operaciones de Al-Qaeda en Irak.
Las estimaciones del número de personas muertas fluctúan entre más de ciento cincuenta mil a más de un millón de personas, según fuentes. El costo financiero de la guerra ha sido estimado en más de 4 500 millones de libras (9 000 millones de dólares) para el Reino Unido, y más de 845 000 millones de dólares a los Estados Unidos, con el coste total para la economía de este último estimada en tres a cinco billones de dólares. Algunas de las naciones que integraron la coalición comenzaron a retirar sus fuerzas como consecuencia de una opinión pública desfavorable y al progresivo aumento de efectivos iraquíes para asumir la responsabilidad de la seguridad.
Finalmente, en la guerra el bando encabezado por Estados Unidos logró algunas cosas: ganar la invasión, ocupar el país, derrocar al gobierno, e implantar un nuevo régimen con elecciones supuestamente democráticas. Lo que el bando encabezado por Estados Unidos no logró fue encontrar armas de destrucción masiva admitidas por el mismo expresidente de los Estados Unidos, George Walker Bush y su gabinete. Además, tampoco logró estabilizar el país, que se sumergió en una crisis sociopolítica y de guerra civil interna con presencia de grupos terroristas como Al Qaeda. 
No se puede decir que algún bando resultara victorioso o derrotado, pero lo cierto es que las tropas estadounidenses tuvieron que regresar en 2014 debido a la amenaza del Estado Islámico que ganó el terreno de un Irak consumido por la insurgencia rebelde al gobierno proestadounidense y las guerras civiles. Sumándose a la amenaza del Estado Islámico por petición del gobierno iraquí, EE. UU. decidió intervenir una vez más en la denominada guerra contra el Estado Islámico. Además de Irak, el Estado Islámico también ocupó parte del país vecino Siria.
Según el sitio iCasualties la guerra continúa incluso con la denominada guerra contra el Estado Islámico debido a que en su lista de bajas se le ha sumado desde la invasión de 2003 un total de 4908 soldados de la coalición muertos y un total de 4584 soldados estadounidenses caídos en combate. Para el final de la guerra en 2011, un total 4490 estadounidenses murieron y un total de 4808 soldados de la coalición cayeron. Al ver lo que afirman las cifras del sitio, pareciera que la guerra aún continúa desde 2003, pero lo cierto es que la guerra terminó en 2011 con la retirada de las tropas de la coalición.

## Antecedentes

### 1991-2003: Inspecciones de la ONU y zonas de tráfico aéreo restringido
Tras la primera guerra del Golfo de 1991, la Resolución 687 del Consejo de Seguridad de las Naciones Unidas ordenó poner fin a los programas de desarrollo iraquí de armas químicas, biológicas, nucleares y de misiles de largo alcance así como que fuera destruido el arsenal existente en virtud de la Comisión Especial de Control de las Naciones Unidas. Los inspectores de armas de Naciones Unidas en Irak pudieron verificar la destrucción de una gran cantidad de material de armas de destrucción masiva, sin embargo, cuestiones de fondo siguen sin resolverse, después de que la Comisión Especial salió de Irak en 1998 debido a la inminente acción militar por parte de Estados Unidos y el Reino Unido. 
Poco después de que los inspectores se retiraran, los Estados Unidos y el Reino Unido pusieron en marcha la Operación Zorro del Desierto del miércoles 16 al sábado 19 de diciembre de 1998 con tal de dañar la capacidad militar iraquí. Fueron cuatro días de bombardeos sobre Bagdad y otros puntos estratégicos del país árabe, en los que se destruyeron arsenales, instalaciones y sistemas de defensa.
Además de la inspección del régimen, los Estados Unidos y el Reino Unido (junto con Francia hasta 1998) participaron en un conflicto de bajo nivel con Irak y en hacer cumplir las zonas de prohibición de vuelos entre el norte y el sur iraquí. Estas zonas fueron creadas tras la guerra del Golfo Pérsico para proteger el Kurdistán iraquí en el norte y las zonas del sur chiita, y fueron vistas por el gobierno iraquí como una violación de su soberanía. La defensa aérea iraquí y las patrullas aéreas estadounidenses y británicas intercambiaron disparos con regularidad durante 6 años.
En abril de 2001, el gabinete de Bush dio su acuerdo para utilizar la intervención militar en Irak, porque se consideró una influencia desestabilizadora para el flujo de petróleo a los mercados internacionales de Oriente Medio. Neoconservadores en los Estados Unidos pidieron que se promoviera un golpe de Estado mucho antes de los ataques del 11 de septiembre, con la esperanza de que un nuevo gobierno usara, "el petróleo de Irak para destruir el cartel de la OPEP a través de un aumento masivo de la producción por encima de las cuotas OPEP." Esos planes fueron abandonados poco después de la invasión porque el exdirector de la Shell Oil Company, que había sido acusado de su aplicación, se negó a participar en industria petrolera iraquí, ya que la privatización podría haber dado lugar a la exclusión de las empresas de los Estados Unidos, a diferencia del ministerio estatal de petróleo.
Aproximadamente un año antes de la Operación Libertad para Irak, los Estados Unidos iniciaron en el sur de la Operación Focus como un cambio en su estrategia de respuesta, aumentando el número global de las misiones y la selección de objetivos en toda las zonas de prohibición de vuelos con el fin de perturbar la estructura de mando militar en Irak. El peso de las bombas arrojadas sobre Irak aumentó llegando a un pico preguerra de 54,6 toneladas en septiembre de 2002.

### 2001-2003: Crisis del desarme de Irak e inteligencia de la preguerra
El jueves 22 de mayo de 2003 el Consejo de Seguridad de las Naciones Unidas votó 14 a 0 a favor de la aprobación de la resolución presentada para dar el poder de gobernar Irak y de utilizar sus recursos petroleros para la reconstrucción del país a los Estados Unidos y Reino Unido. La resolución 1483 terminó con casi 13 años de sanciones económicas originalmente impuestas después de la invasión iraquí a Kuwait en 1990. La resolución aprueba que el secretario general de la ONU, Kofi Annan, envíe a un representante especial a trabajar con los administradores de los Estados Unidos y Gran Bretaña en la reconstrucción, la ayuda humanitaria y la creación de un nuevo gobierno.

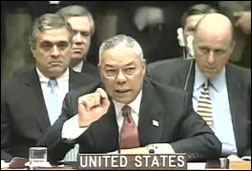
Colin Powell presenta un modelo de ántrax ante el Consejo de Seguridad de la ONU

La resolución creó un nuevo programa de fondos para el desarrollo de Irak a través del cual se manejarán los recursos obtenidos de la explotación del petróleo. Los fondos serán usados por los Estados Unidos y Gran Bretaña para reconstruir el país, actividad que será supervisada por una nueva junta consultiva compuesta por EE. UU. e instituciones financieras internacionales. Comenzará su existencia con un depósito de mil millones de dólares, fondos transferidos de la cuenta "petróleo por alimentos" de los Estados Unidos. El programa «petróleo por alimentos» será eliminado progresivamente durante un período de seis meses. La resolución requiere una revisión cada año, paso requerido por Alemania y Francia. Siria, el único país árabe representado en el consejo, estuvo ausente de la reunión.

## Desarrollo

### 2003: Invasión

Mapa del desarrollo de la invasión

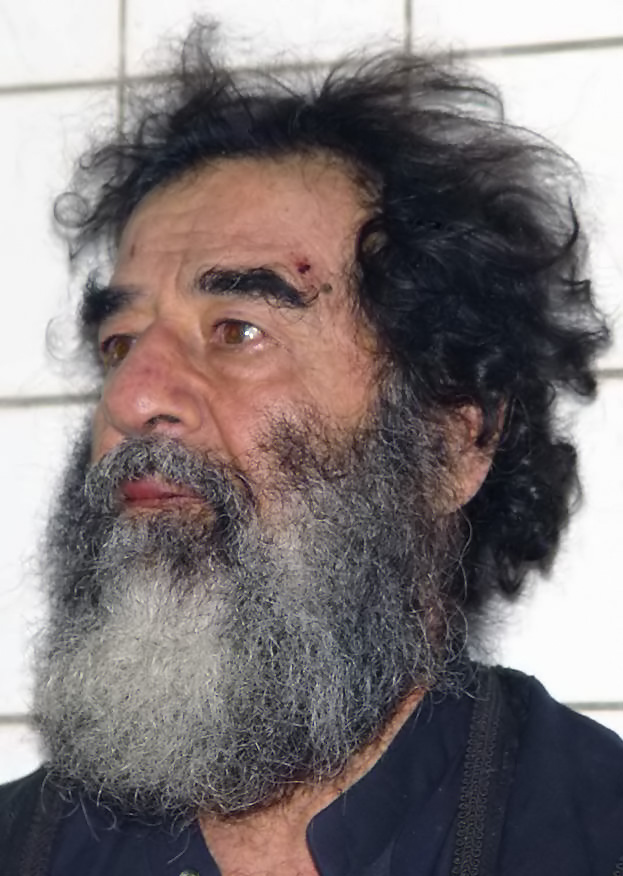
El 13 de diciembre de 2003, Husein fue capturado por fuerzas estadounidenses y kurdo-iraquíes.

La invasión de Irak se inició el jueves 20 de marzo de 2003 cuando las fuerzas estadounidenses iniciaron los primeros bombardeos aéreos sobre los objetivos iraquíes con misiles tomahawks lanzados desde barcos y submarinos.
Mientras las fuerzas estadounidense y británicas avanzaron desde Kuwait, sus aliados kurdos lo hacían por el norte. El miércoles 9 de abril los primeros tanques estadounidense entraron en Bagdad sin encontrar mucha resistencia. El jueves 1 de mayo de 2003 el presidente George W. Bush declaró el fin de los principales combates.
George W. Bush, presidente de los Estados Unidos, recalcó que la invasión de Irak no fue de ocupación sino de "liberación". A mediados de ese mes, Bush dijo que el gobierno democrático iraquí sería establecido "tan pronto se pueda". Antes de la invasión Bush prometió un traspaso rápido del poder a un gobierno democrático, empezando por la redacción de una constitución iraquí.
Para dirigir la reconstrucción, se creó la Oficina para la Reconstrucción y la Asistencia Humanitaria. De abril a mayo de 2003, la ORHA fue guiada por el general Jay Garner, quien fue reemplazado más tarde por el administrador civil estadounidense Paul Bremer. Se empezó a compartir algunos poderes con un consejo de gobierno provisional iraquí.
El viernes 16 de mayo las autoridades estadounidenses abandonaron el plan de dar autoridad a un gobierno civil iraquí electo y presentaron ante la ONU una resolución para dar a los Estados Unidos y Gran Bretaña el poder de aplicar sanciones económicas a Irak, permitiendo a los países aliados explotar los recursos del petróleo como pago por reconstruir Irak (que había sufrido graves daños durante la guerra, principalmente por las tropas de la coalición). La resolución les permitiría nombrar por sí mismos a un gobierno provisional.
La Autoridad Provisional de la Coalición dividió Irak, por asuntos administrativos, en tres zonas de seguridad: una zona norte en la región de Mosul-Kirkuk, una zona central en la región Bagdad-Tikrit y una zona sur en la región Basora-Nasiriya. Las zonas norte y central están guarnecidas por tropas estadounidenses, mientras que la zona sur está guarnecida por tropas polacas (alrededor de Nasiriya) y británicas (alrededor de Basora). Estados Unidos expuso planes para mantener la autoridad militar, aunque se está creando un nuevo Ejército Iraquí.
El paradero de Sadam Huseín fue desconocido durante varios meses, hasta que el sábado 13 de diciembre de 2003, Hussein fue arrestado en una operación conjunta, efectuada por efectivos kurdos iraquíes y soldados estadounidenses, mientras se encontraba escondido en un sótano en los alrededores de su localidad natal, Tikrit. Entre las primeras imágenes transmitidas, se mostró a Hussein siendo examinado, así como el estado en que se encontraba en el momento de ser capturado.
El casus belli real todavía es motivo de controversia, pero la compra deliberada de centrifugadoras de Uranio de parte de Hussein a compañías alemanas, dejó en evidencia la violación del tratado de no proliferación de armas nucleares, dándole a las Naciones Unidas un motivo de intervención directa. Sin embargo, a pesar de hallarse las centrifugadoras alemanas, jamás se encontró el uranio de alto enriquecimiento (necesario para las armas nucleares); esto ocasionó la pérdida de apoyo internacional a la intervención.

### Formación de un gobierno provisional
En 2003 y con motivo de reconstruir Irak y organizarlo bajo una administración gubernamental en principio se creó la Organización para la Reconstrucción y Ayuda Humanitaria de Irak u Oficina para la Reconstrucción y Asistencia Humanitaria (ORHA) de sus siglas en inglés. Esta fue una organización instalada de manera provisional en Irak para cubrir las necesidades y restablecer el país de los desastres provocados luego de la invasión provocada por la coalición multinacional liderada por los Estados Unidos en marzo de 2003 que puso fin al régimen de Sadam Huseín, fue instalada en Irak luego de la invasión, pero planeada antes de la invasión. Esta organización fue únicamente dirigida por el exmilitar, el general Jay Garner y luego de unos meses fue reemplazada por la Autoridad Provisional de la Coalición (CPA) dirigida por el administrador civil Paul Bremer, la ORHA fue el primer órgano gubernamental que gobernó Irak luego de la caída del gobierno de Hussein.

#### La Zona Verde
Después de ocupar el país, los estadounidenses decidieron utilizar uno de los palacios de Bagdad como enclave para establecer una zona de operaciones segura. El edificio seleccionado fue el Palacio de la República, que fue construido por los británicos en 1920 como sede para el gobierno colonial, y más tarde sirvió como palacio real, una vez que el país alcanzó su independencia. Durante el gobierno de Husein, el palacio sirvió de hogar del presidente y su familia. También era conocido por contar con numerosos jardines y plantas, pero los estadounidenses le asignaron el nombre de Zona Verde, no por esta razón, sino porque su intención era convertirlo en un sitio seguro para las autoridades militares y civiles que administrarían el país hasta que la resistencia fuera vencida de manera definitiva.
La Zona Verde consiste en un área de cinco kilómetros, desde la orilla del río Tigris hasta los antiguos monumentos que Saddam mandó construir para conmemorar la guerra con Irán. Albergó en su interior numerosas oficinas administrativas, las principales residencias de los funcionarios del nuevo gobierno, hoteles de alojamiento para los periodistas que llegaban del extranjero, etc. Así, el Palacio de la República pasó a convertirse en la más grande embajada de los Estados Unidos en todo el mundo. La Zona también contó con su propia estación de radio, canchas deportivas, piscinas, bares y restaurantes, un suministro permanente de energía eléctrica y agua potable, a pesar de que los habitantes de Bagdad debían sufrir constantes cortes de estos servicios esenciales.
A pesar de estar protegidas por gruesas paredes de hormigón, armamento pesado y miles de soldados, los milicianos iraquíes no dejaron de lanzar cohetes o proyectiles de mortero contra la Zona Verde, en un intento por hostigar a los invasores. El domingo 26 de octubre de 2003, la resistencia disparó entre seis y ocho misiles contra el hotel Rachid, en el momento en que Paul Wolfowitz se encontraba ahí de visita por la nación ocupada. Wolfowitz logró salir ileso del ataque, pero un coronel del ejército estadounidense murió y otras 17 personas resultaron heridas.

### 2004: La insurrección se amplía
Véase también: Ocupación estadounidense de Faluya, Primera batalla de Faluya, Segunda batalla de Faluya, Batalla de Nayaf y Batalla de Mosul.
El comienzo de 2004 se caracterizó por una relativa calma en la violencia. Sin embargo, la violencia aumentó durante la primavera con combatientes contra una filial de al-Qaeda, dirigida por Abu Musab al-Zarqawi para ayudar a conducir la insurgencia.
A medida que la insurgencia creció hubo un cambio en la orientación de las fuerzas de la coalición hacia las nuevas fuerzas de seguridad iraquíes, cuando cientos de civiles iraquíes y la policía fueron asesinados en los siguientes meses en una serie de atentados masivos. Una organizada insurgencia suní, con raíces profundas nacionalistas y motivaciones islamistas, era cada vez más poderosa en todo Irak. Los chiitas del Ejército Mahdi también comenzaron a lanzar ataques contra objetivos de la coalición en un intento de tomar el control de las fuerzas de seguridad iraquíes. En las zonas urbanas del sur y el centro de Irak estallaron luchas de guerrillas.
La más grave lucha hasta la fecha se inició el miércoles 31 de marzo de 2004, cuando insurgentes iraquíes en Faluya tendieron una emboscada a un convoy de los Estados Unidos en la que cuatro contratistas militares privados fueron asesinados con granadas y disparos de armas pequeñas. Posteriormente, sus cuerpos fueron arrastrados fuera de sus vehículos, golpeados, quemados y colgados en un puente que atraviesa el Éufrates.
Este hecho, el asesinato de los contratistas, desencadenaría una serie de eventos que acabarían con el delicado equilibrio en Najaf, Faluya y su entorno, llevando a una sucesión de caos y violencia. Así el jueves 1 de abril el general de Brigada Mark Kimmitt promete capturar a los agresores y pacificar la ciudad. El sábado 3 de abril se convierte en el día clave. Por un lado, la primera fuerza expedicionaria de los Marines de los Estados Unidos recibe la orden de lanzar una ofensiva sobre Faluya. Y por otro, una unidad de operaciones especiales captura en Najaf al lugarteniente de Muqtada al-Sadr, Mustafa al Yacoubi, buscado por el asesinato de un líder chiita que regresó a Irak tras la invasión liderada por EE. UU. El domingo 4 de abril los Marines comienzan su asalto sobre Faluya, involucrando a más de 2000 soldados (conocida como la primera batalla de Faluya). Mientras, Muqtada al-Sadr comenzaría una revuelta en Najaf, la cual se ha venido llamando en muchos sectores de habla hispana como la batalla del 4 de abril o conocida de otra manera como batalla de Nayaf donde en ella principalmente se vio involucrado por parte de la coalición el Batallón Cuscatlán del Ejército de El Salvador. El levantamiento comenzó con protestas debido al cierre de al-Hawza, un periódico de Sadr, la semana anterior, y por el arresto de Mustafa al Yacoubi el sábado, acabando con un ataque a gran escala sobre las tropas de la coalición. Ambas batallas resultarían un fracaso.
La primera batalla de Faluya se alargaría hasta el primero de mayo, al retirarse las tropas estadounidenses de la ciudad tras una dura contraofensiva insurgente el día martes 27. Mientras en Najaf, que amanecería el día domingo 4 con un ataque sobre las posiciones de la coalición en la ciudad, la lucha se alargaría hasta el día siguiente sin llegar a pacificar la ciudad. A la larga, el grave deterioro de la situación forzaría a la retirada de las tropas españolas a finales del mismo mes, siendo sustituidas por elementos del 2.º Batallón de la "1st Armored Division's Task Force" (2-37 AR). Los enfrentamientos esporádicos durante el mes de mayo entre las diferentes facciones iraquíes en la ciudad, llevarían finalmente a un duro enfrentamiento entre el 2-37 AR y el ejército del al-Mahdi en el cementerio de Najaf.
Agosto sería testigo, de nuevo en Najaf, de nuevos enfrentamientos entre tropas estadounidenses y el ejército del al-Mahdi en torno al cementerio Wādī' as-Salām. La batalla terminaría 3 semanas después cuando el gran Ayatolá Alī Al-Sīstānī logró con negociaciones el cese de las hostilidades.
En noviembre de 2004 se produce la batalla de Mosul en la cual las fuerzas estadounidenses hicieron una paz civil con el sunita local. Posteriormente la Agencia Central de Inteligencia (CIA) se alió casi exclusivamente con los kurdos, y los Estados Unidos se habían visto como aliado tribal de los kurdos, haciendo el conflicto inevitable.
Posteriormente se produce la ofensiva sobre Faluya. Se reanudó en noviembre de 2004 en la batalla más sangrienta de la guerra hasta la fecha: la segunda batalla de Faluya, descrita por militares de los Estados Unidos como «el más pesado combate urbano desde la batalla de Hue City en Vietnam». Durante el asalto, las fuerzas de los Estados Unidos utilizan fósforo blanco como arma incendiaria contra los insurgentes, generando controversia.[cita requerida] Los 46 días de batalla dieron lugar a una victoria de la coalición, con 95 estadounidenses muertos contra 1350 bajas entre los insurgentes. Faluya fue devastada durante los combates.
El caso Jessica Lynch estremeció a las familias de los Estados Unidos y a la opinión pública mundial. Una joven soldado, dotada de un coraje excepcional, había caído prisionera de los secuaces de Sadam Huseín, torturada y violada, antes de ser liberada por comandos de las Fuerzas Especiales. Donald Rumsfeld y George W. Bush se emocionaron con su ejemplo, pero algún tiempo después se supo que esta historia había sido inventada por el gabinete de relaciones públicas para movilizar el ardor patriótico.

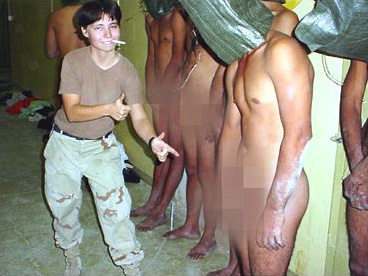
La soldado Lynndie England junto a varios prisioneros desnudos.

Otro acontecimiento importante de este año fue la revelación del abuso de prisioneros en Abu Ghraib que recibió la atención de los medios en abril de 2004. En primer lugar los informes de abuso, así como imágenes gráficas que muestran el personal militar estadounidense abusando de prisioneros iraquíes. El Departamento de Defensa de los Estados Unidos expulsó a 17 soldados y oficiales del servicio, mientras que siete soldados fueron condenados a penas de prisión, rebajados de rango y dados de baja en forma deshonrosa. La brigadier general Janis Karpinski, comandante de la prisión, fue rebajada de su rango a coronel el jueves 5 de mayo de 2005.
El domingo 19 de diciembre, un suicida infiltrado se inmoló en el comedor de la base estadounidense en Mosul, causando 22 muertos, incluyendo 14 militares estadounidenses, y 51 heridos.

### 2005: Elecciones y gobierno de transición

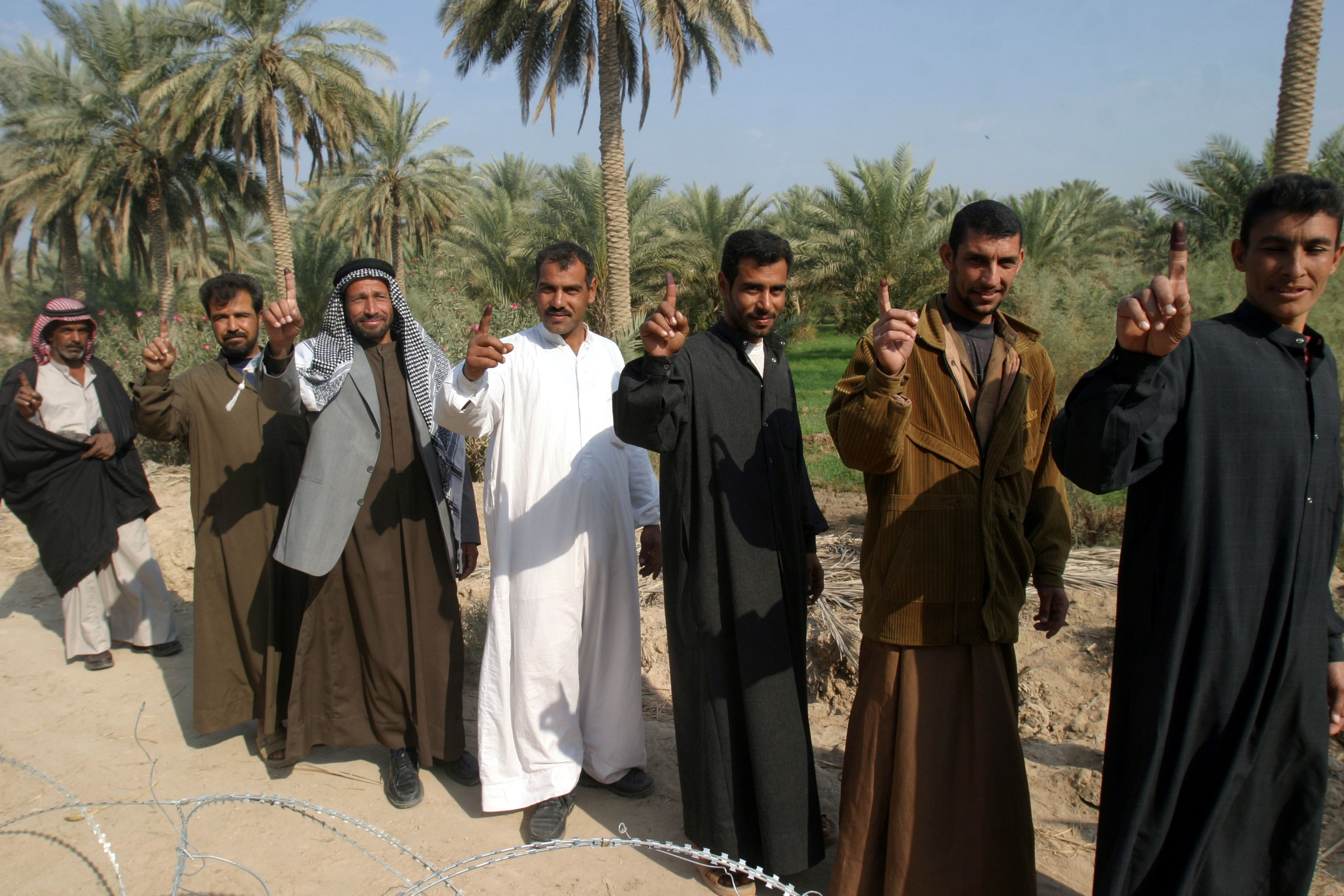
Ciudadanos iraquíes muestran sus dedos con tinta lila, haciendo saber que han votado en las elecciones de diciembre de 2005.

El lunes 28 de junio del año anterior, Bremer, en representación del gobierno de los Estados Unidos, entregó formalmente la soberanía al gobierno iraquí. En la práctica, este gobierno se ve severamente limitado por la ausencia en él de importantes líderes chiitas, la falta de control sobre las actividades de las tropas extranjeras, y los ataques de la resistencia iraquí.
El miércoles 26 de enero, 31 marines estadounidenses murieron al estrellarse el helicóptero en el que viajaban cerca de la frontera con Jordania. El jueves 7 de julio, Al Qaeda asesinó al embajador egipcio en Irak, Ihab al Sharif, al que había secuestrado días antes.
Durante varios meses, los Estados Unidos sostuvieron que tenían la intención de convocar una asamblea constituyente, compuesta por iraquíes influyentes, tales como líderes religiosos los cuales son personas a los que se les tiene mayor respeto dentro de la religión, y considerados como autoridades, por lo cual son los más "indicados" para la ocupación de los cargos. La fecha tope para esta convención fue pospuesta varias veces hasta que se suspendió definitivamente. Los puestos locales y regionales son elegidos por un selecto grupo en un intento por evitar la elección de personas que se opongan a la presencia de los Estados Unidos y Gran Bretaña, incluyendo religiosos y otros funcionarios considerados radicales y peligrosos.
El miércoles 31 de agosto, se provoca una estampida sobre el puente Al-Ayma de Bagdad durante el peregrinaje a la mezquita del Imam Musa Al-Kadem, santuario sagrado para los chiíes. Las autoridades culparon a la red de Al-Qaeda de provocar la avalancha, la cual dejó como saldo un aproximado de 900 fallecidos, y otros varios heridos.

### 2006: Guerra civil y gobierno iraquí permanente

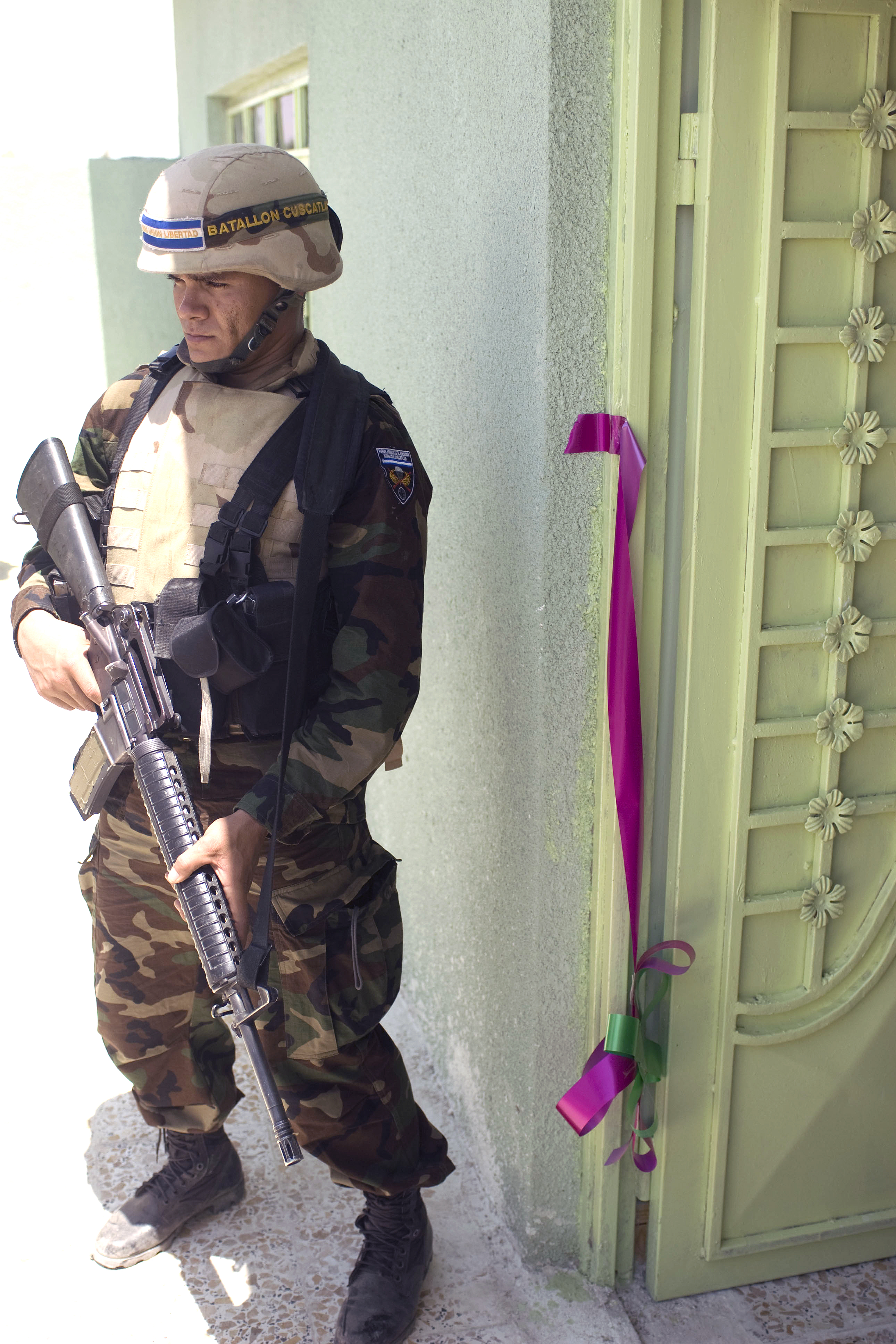
Soldado del Batallón Cuscatlán I de las Fuerza Armada de El Salvador.

Para tratar de reprimir la resistencia organizada y el creciente descontento popular, los Estados Unidos comenzó el entrenamiento de las fuerzas policiales, desplegó por todo el país de fuerzas paramilitares estadounidenses e inició la creación del núcleo de un nuevo ejército alrededor de fuerzas kurdas y antiguos mandos medios del ejército de Husein.
El establecimiento de un nuevo gobierno civil en Irak es complicado por las diferencias religiosas entre la mayoría chiita y la clase sunita gobernante. Además, en el norte iraquí, los kurdos tuvieron una autonomía de facto durante 12 años bajo la protección de la zona de exclusión de vuelo y reclaman su autonomía jurídica en el territorio donde están asentados.
Durante la invasión, los Estados Unidos declaró disueltos el ejército y las fuerzas de seguridad iraquíes, acusándolas de estar corruptas y bajo el control de los fieles a Husein. Poco después, ante la incapacidad de controlar la situación, especialmente en las ciudades suníes, se han visto obligados a volver a reclutar a un gran número de efectivos de todos los rangos. Esto, junto con la situación desastrosa tras años de bloqueo y la invasión, que habían destruido gran parte de las infraestructuras del país, han motivado serias dificultades a los estadounidenses para mantener el control de ciudades, carreteras e infraestructura petrolífera.

#### Ejecución de Sadam Huseín
El domingo 5 de noviembre de 2006, tras dos años de juicio, Husein fue condenado, junto con otros dos acusados, «a morir en la horca» por el Alto Tribunal Penal iraquí, que lo encontró culpable de haber cometido un crimen contra la Humanidad, por la ejecución de 148 chiitas de la aldea de Duyail en 1982. También se le atribuye la responsabilidad por el ataque químico a Halabja (1988), el aplastamiento de la rebelión chiita (1991), la guerra contra Irán (1980-88), y la invasión de Kuwait (1990).
En los dos años del juicio, Hussein se mostró desafiante ante el Tribunal Iraquí que el jueves 28 de diciembre de 2006, el confirmó la orden de ejecución para el martes 2 de enero de 2007. Sadam Huseín fue ejecutado el sábado 30 de diciembre de 2006. Fue ahorcado por el cargo de crímenes contra la humanidad. Después de su ejecución circularon por internet videos (captados con teléfonos móviles) que mostraban el momento en que Sadam Huseín era colgado.[cita requerida]

### 2007: Oleada de tropas estadounidenses

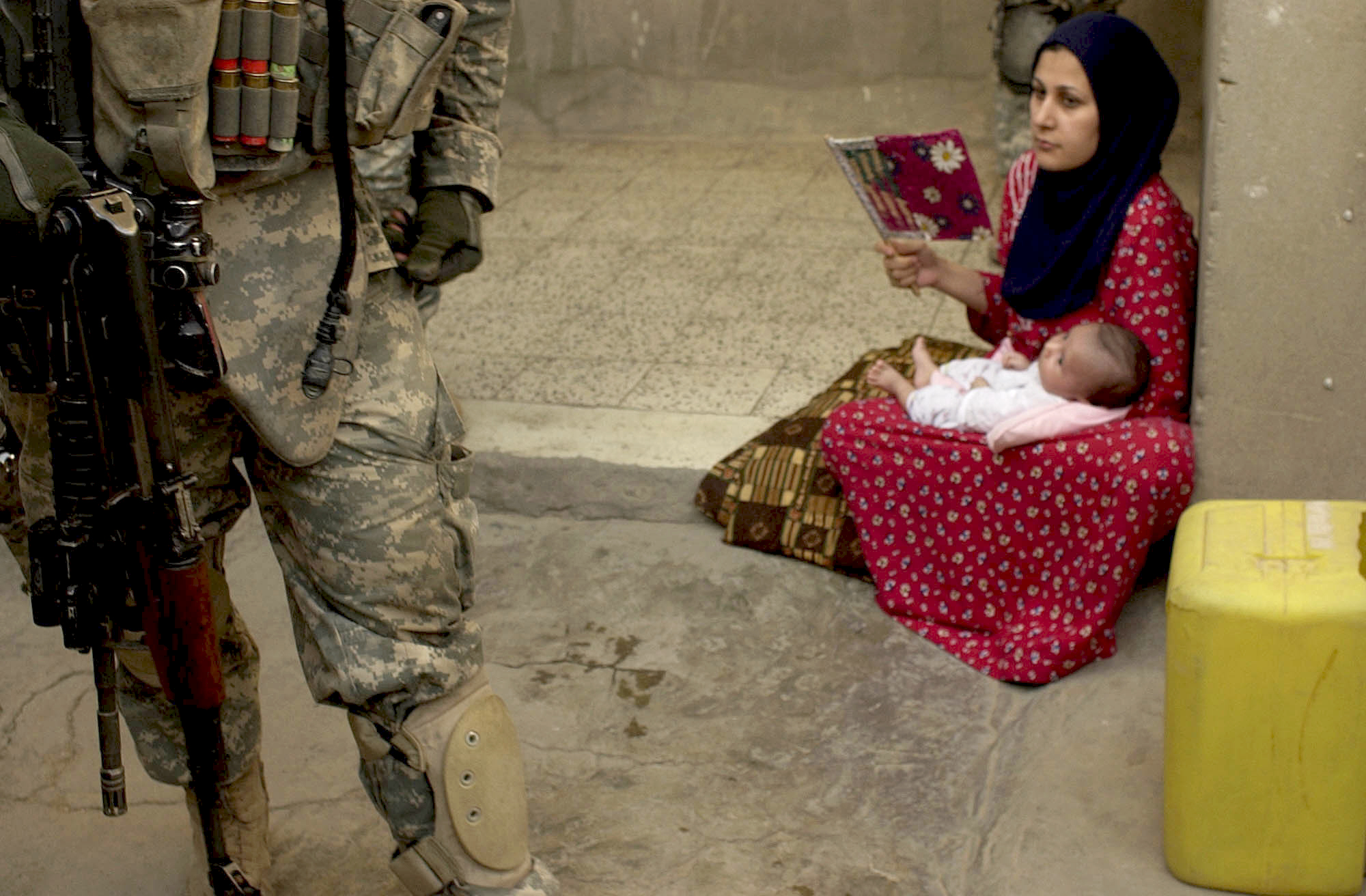
Una mujer iraquí ve cómo soldados estadounidenses registran su casa

El año 2007 fue el más violento de toda la ocupación. El número de muertos y heridos se disparó a máximos debido a la ofensiva insurgente, tanto en víctimas civiles y fuerzas de seguridad iraquíes como en bajas de las tropas extranjeras. Solo en 2007 murieron aproximadamente en Irak un total de 904 militares estadounidenses y más de 6000 de la misma nación fueron heridos, lo cual constituye las cifras más altas en toda la ocupación. Las bajas iraquíes resultan más difícil de contabilizar, pero se estima que durante ese año murieron de manera violenta 1800 miembros de las fuerzas de seguridad iraquíes y más de 17 000 civiles.
Tal aumento de la violencia se debió a una ofensiva de la insurgencia chií en las principales ciudades del país así como a los ataques de células yihadistas que aún operaban en Irak. Ciudades como Bagdad, Mosul, Kirkuk, Nayaf, Tikrit o Baquba, entre otras, fueron escenario de atentados y enfrentamientos constantes durante todo el año en un intento por parte de los insurrectos de frustrar el normal desarrollo de la nueva autoridad iraquí respaldada por la fuerza multinacional.
En su discurso a la nación del miércoles 10 de enero de 2007 George Bush declaró que la prioridad más urgente para el éxito en Irak era la seguridad y anunció como la piedra angular de su estrategia el envío de 21 500 soldados y 1.2 millones de dólares para este programa.
Las presiones sobre tropas estadounidenses se vieron agravadas por la continua retirada de las fuerzas británicas de la gobernación de Basora. A principios de 2007, el primer ministro británico Tony Blair anunció que, a raíz de la Operación Simbad las tropas británicas podrían comenzar a retirarse de Basora y entregar el manejo de la seguridad a los iraquíes. Este anuncio fue confirmado en el otoño por primer ministro Gordon Brown, el sucesor de Blair, que de nuevo esbozó un plan de retirada de las restantes fuerzas del Reino Unido con una retirada completa la fecha en algún momento a fines de 2008. En julio el primer ministro danés Anders Fogh Rasmussen anunció también la retirada de 441 soldados daneses de Irak, dejando solo una unidad de nueve soldados de la dotación cuatro helicópteros de observación.
La seguridad de la Zona Verde, sostenida por el Alto Mando estadounidense, quedó en entredicho cuando el viernes 13 de abril, un atacante suicida logró llegar hasta la cafetería del Parlamento, para detonar una carga explosiva que provocó la muerte de tres legisladores iraquíes y causó heridas a 23 personas más. En 2007 también se registró un fuerte aumento de atentados insurgentes con cloro.

#### Tensiones con Turquía
Turquía inicia una ofensiva militar en el norte de Irak contra la guerrilla kurda del PKK pese a la oposición iraquí y estadounidense. Los combates se desarrollan en la provincia de Dohuk, en el Kurdistán iraquí. Hasta hoy las autoridades turcas han confirmado la muerte de 230 rebeldes kurdos y 27 militares turcos.

### 2008: Enfrentamiento de las milicias chiíes

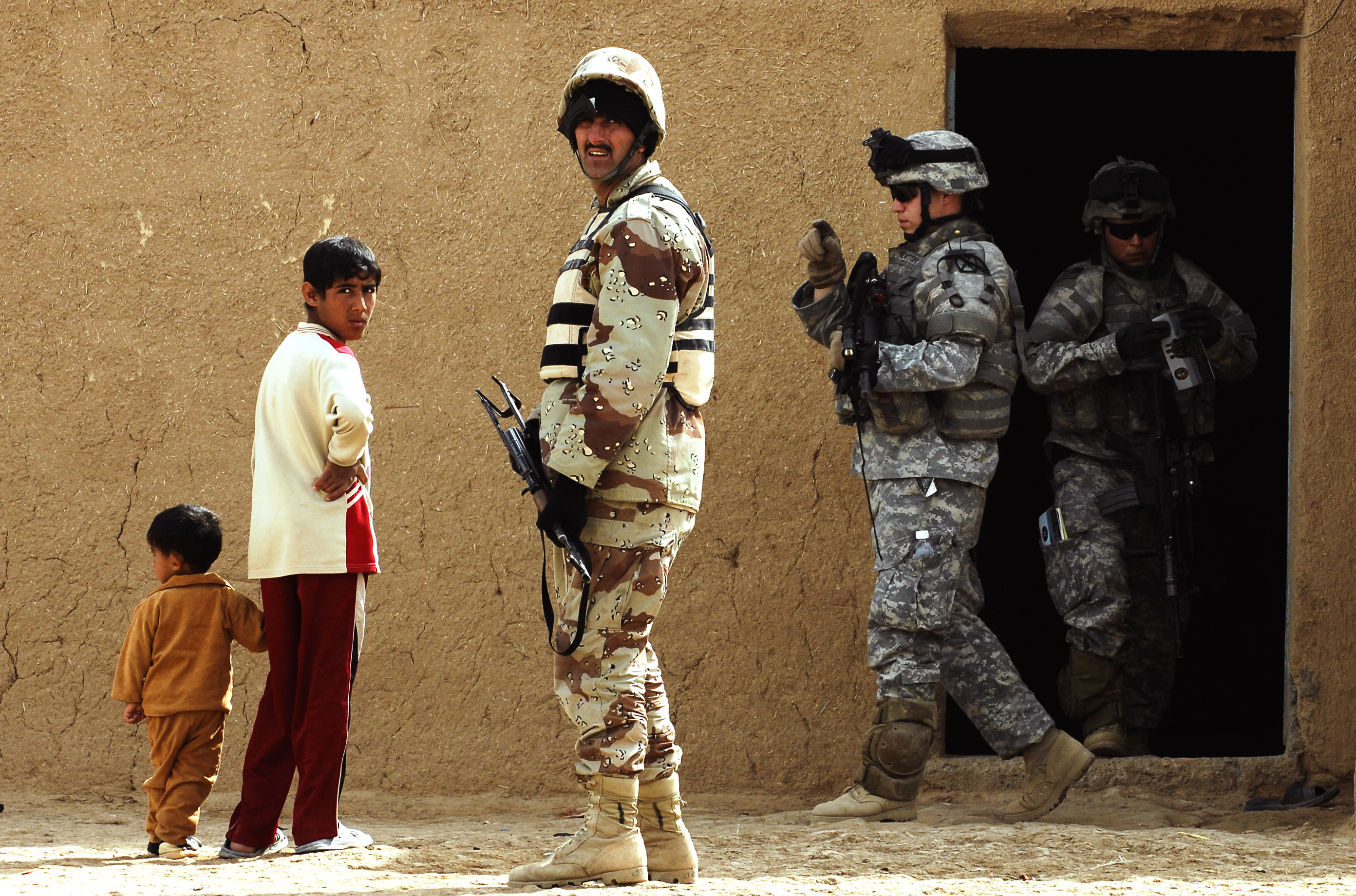
Soldados estadounidenses e iraquíes colaborando en un registro. Irak, marzo de 2008.

Sectores chiíes, de quienes los invasores esperaban apoyo y acogida, se han levantado liderados del clérigo Muqtada al-Sadr y se han hecho fuertes en la ciudad de Nayaf, de gran importancia religiosa. Al Sadr, tras haber visto cómo su periódico era prohibido por las tropas invasoras[cita requerida] y él mismo era objeto de persecución, ha llamado a la unidad entre suníes y chiíes para defender la soberanía del país.
Asimismo, la ciudad de Faluya se levanta contra los ocupantes y realiza una defensa ante el sitio al que fue sometida, lo cual al ejército de los Estados Unidos a buscar la mediación de autoridades religiosas para su retirada y a la designación de antiguos militares del régimen de Sadam Huseín como encargados de la seguridad de la ciudad, en un irónico giro respecto a su estrategia inicial hacia miembros del antiguo ejército iraquí y militantes del Partido Baaz.
A finales de año el presidente estadounidense George W. Bush firmó un acuerdo de seguridad con el gobierno iraquí que estipulaba el calendario para la retirada gradual de las fuerzas de Estados Unidos del país; de acuerdo al mismo para el martes 30 de junio del 2009 las fuerzas estadounidenses se habrían retirado de las ciudades iraquíes, para el martes 31 de agosto del 2010 las unidades de combate saldrían del país marcando el fin de las misiones de combate y entonces solo quedarían 50 000 efectivos para labores de entrenamiento de las fuerzas iraquíes hasta la definitiva retirada el sábado 31 de diciembre del 2011. El acuerdo fue ratificado por el Parlamento iraquí el jueves 27 de noviembre del 2008.

### 2009: Reducción de la violencia

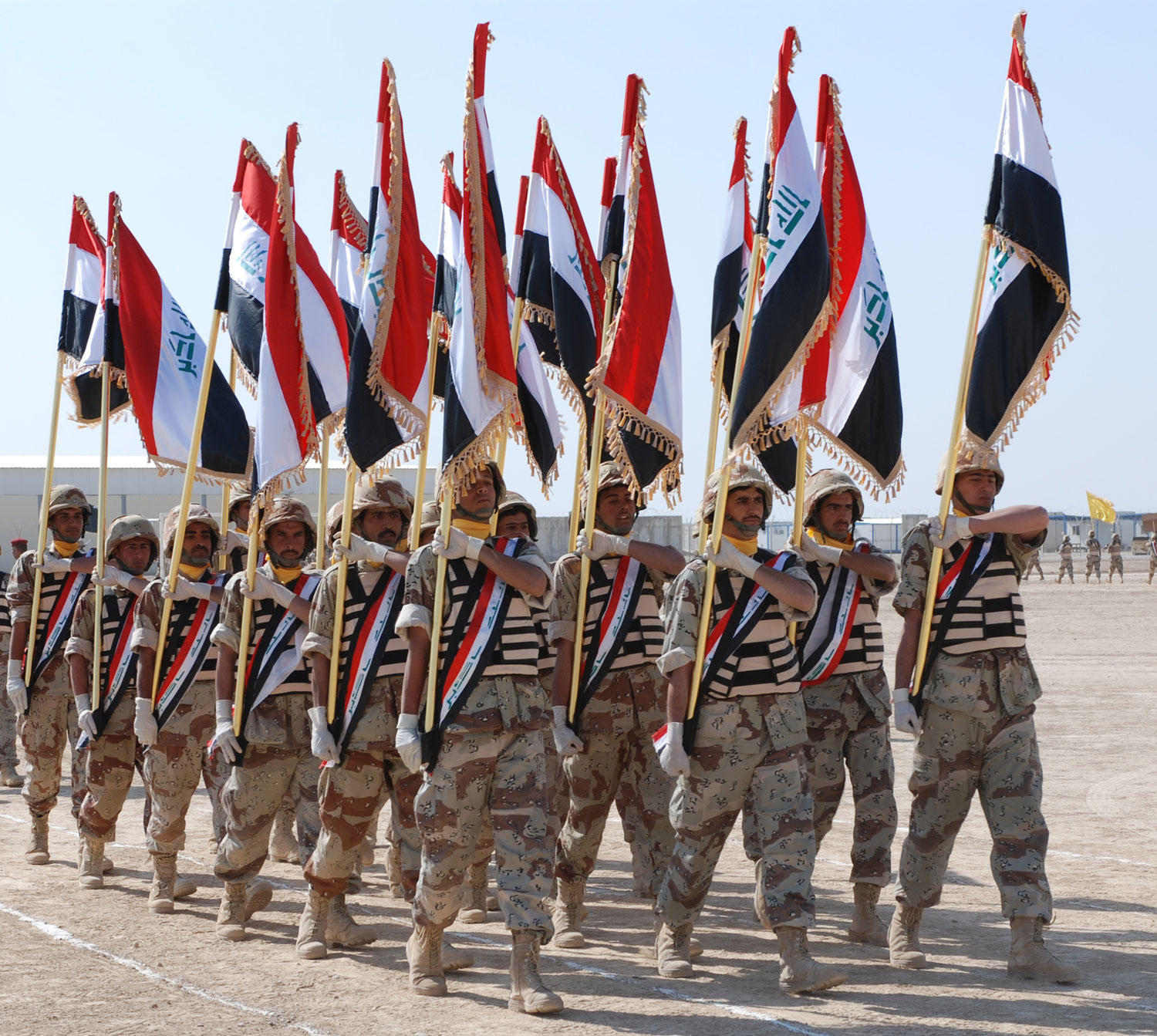
Ceremonia de graduación de las nuevas fuerzas de seguridad iraquíes en Basora

El año 2009 se inició con una reducción considerable de la violencia en todo el país coincidiendo con el fin de la administración Bush, que era el símbolo de la ocupación estadounidense. Este hecho y los avances ya logrados en materia de seguridad, así como el propio desgaste de la insurgencia redujeron a niveles mínimos las bajas en las tropas extranjeras. Sin embargo continuaron produciéndose atentados constantes en un gran número de ciudades, castigando tanto a las fuerzas iraquíes como a la población civil.

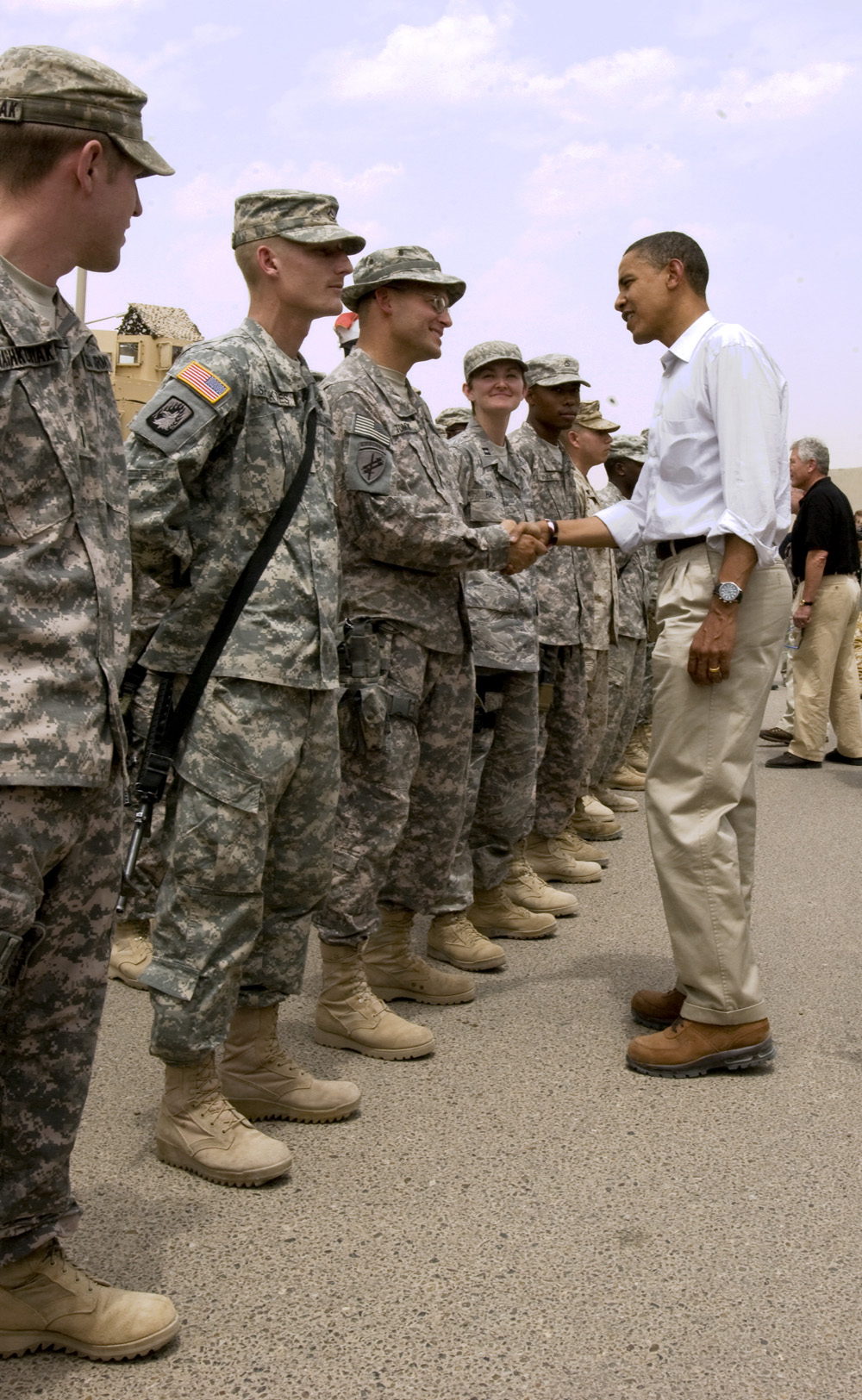
Barack Obama visitando a las tropas en Bagdad.

El recién elegido presidente Barack Obama anunció un plan para retirar las fuerzas estadounidenses progresivamente en los próximos años, así como su intención de revisar integralmente la estrategia en Irak. Destaca también la evolucionada cesión de las tareas de seguridad a las fuerzas de seguridad iraquíes y el retroceso de las tropas británicas en marzo, cediendo al ejército y a la policía iraquí el control de la provincia de Basora.
En junio se produjo una ofensiva insurgente en las principales ciudades del país coincidiendo con el traspaso de la seguridad en núcleos urbanos a las fuerzas iraquíes y el repliegue de las fuerzas extranjeras en sus bases. Se atribuye a clanes chiíes los atentados indiscriminados que causaron más de 150 muertos en Bagdad y Kirkuk durante la última semana de junio con tal de desestabilizar el proceso de traspaso de competencias de seguridad urbana.
También en junio se celebraron elecciones al Parlamento del Kurdistán iraquí, región que dispone de autonomía parlamentaria respecto al resto del país. Los resultados dieron la victoria al reelegido presidente Masud Barzani, del Partido Demócrata del Kurdistán. Sin embargo, la oposición ha acusado de fraude el resultado de las elecciones.
El domingo 25 de octubre se produjo un doble atentado simultáneo frente al edificio de la Gobernación de Bagdad y en las proximidades del Ministerio de Justicia, que causaron 132 muertos y unos 520 heridos. Nadie ha esclarecido la autoría de la acción pero se sospecha de grupos vinculados con Al-Qaeda. El 8 de diciembre se volvieron a producir atentados en cadena en el centro de Bagdad los cuales causaron más de 127 muertos y centenares de heridos. Los objetivos fueron varias sedes ministeriales y judiciales en distintos puntos de la capital iraquí. Dichas acciones han sido reivindicadas por la rama iraquí de Al-Qaeda.

### 2010: Cadena de atentados
El lunes 25 de enero se produjo una cadena de atentados contra hoteles de Bagdad que causaron al menos 36 muertos y más de 70 heridos. También en enero, el Tribunal Penal Supremo Iraquí condenó a pena de muerte a Ali Hasan al Mayid, conocido como Alí El Químico, por organizar el ataque con gas letal que se cobró la vida de más de 5000 kurdos en la ciudad de Halabja en 1988, cuando era ministro de defensa del régimen de Sadam Huseín. Durante las semanas previas a las elecciones del lunes 8 de marzo, grupos insurgentes iniciaron una ofensiva con numerosos atentados en distintas ciudades con el propósito de boicotear el proceso democrático. Así, el jueves 4 de marzo, una cadena de atentados causaron 33 muertos en la ciudad de Baquba. En marzo, el presidente Barack Obama anunció la salida de la mayoría de las tropas estadounidenses para agosto de este mismo año. En abril, una operación realizada por fuerzas estadounidenses e iraquíes acabó con la vida de los dos principales líderes de la filial de Al Qaeda en Irak. El 25 de agosto se produjeron varios atentados que causaron 64 muertos.

### 2011: Retiro total y fin de la ocupación

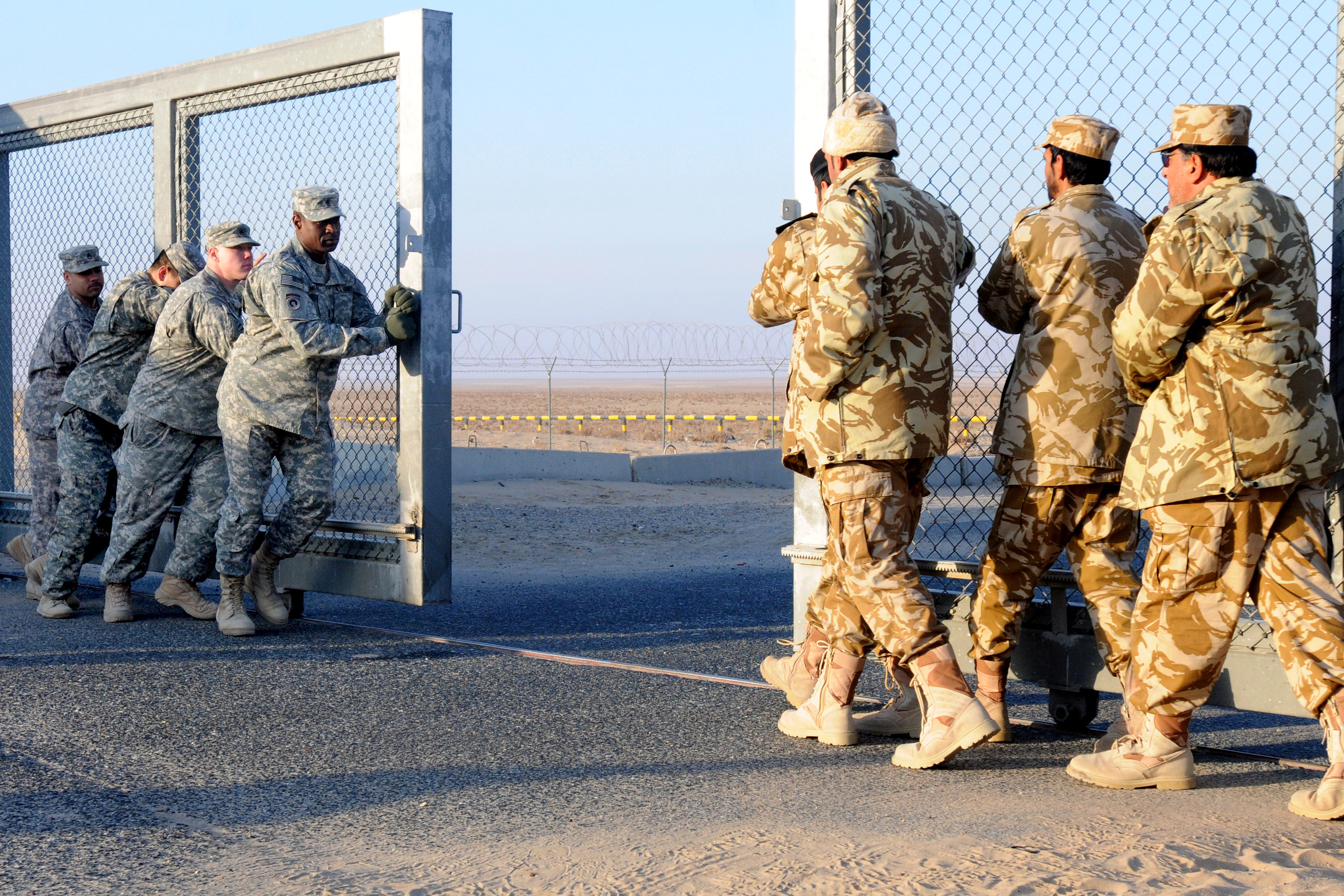
Fuerzas estadounidenses y kuwaitíes cerrando la puerta fronteriza entre Irak y Kuwait (18 de diciembre de 2011)

Finalmente el viernes 21 de octubre de 2011 el presidente Barack Obama anunció el retiro definitivo de la totalidad de las tropas estadounidenses asentadas en Irak (39 000 soldados) luego de una reunión con el primer ministro iraquí Nuri al Maliki. En su discurso Obama recalcó que no quedaría ningún soldado en Irak para realizar labores de ayuda a tropas iraquíes.
«Estados Unidos está avanzando hacia una posición de fortalecimiento. La larga guerra en Irak llegará a su fin a finales de este año,» aseguró Obama. Y agregó que «tras una década de guerra, el país que debemos construir y construiremos es el nuestro».
Obama dijo que Estados Unidos mantendrá con Irak «una alianza firme y duradera». También anticipó que el primer ministro iraquí, Nuri al Maliki, viajará a Washington para una visita oficial en diciembre de 2011.
El lunes 12 de diciembre de 2011 Obama y el primer ministro iraquí Nuri al Maliki sellaron el fin de la intervención estadounidense, ratificando que al final del mes se retiraran casi todos los 6000 soldados estadounidenses que quedan en el país distribuidos en cuatro bases; de ellos solamente se quedará un pequeño contingente para proteger la Embajada de Estados Unidos en Bagdad.
El domingo 18 de diciembre de 2011 Estados Unidos culminó su retiro de Irak; a las 7:38 de la mañana (hora local iraquí) cruzaron la frontera con Kuwait los últimos 500 militares estadounidenses que abandonaban el país a bordo de 110 vehículos blindados. Se trataba de efectivos destacados hasta ese momento en la base de Camp Adder, 300 kilómetros al sur de Bagdad. En total los últimos 4000 soldados estadounidenses habían abandonado el país en solo 72 horas. Con ello se adelantaba la retirada en 13 días con relación a lo estipulado en el tratado de seguridad entre Estados Unidos e Irak que preveía la retirada para el sábado 31 de diciembre.

## Naciones participantes

Insignia de la Coalición

La Fuerza Multinacional Irak sustituyó a la anterior fuerza en mayo de 2004. Los medios de comunicación en los Estados Unidos han promovido el uso de la expresión "Coalición dirigida por los Estados Unidos" para describir esta fuerza, ya que alrededor del 93 % de las tropas desplegadas pertenecen a ese país. La mayoría de las otras naciones han confinado a sus hombres en su bases debido a la violencia generalizada.

## Grupos armados iraquíes
A la ocupación se resistieron fuerzas dentro de Irak. En los primeros meses de la ocupación, docenas de iraquíes fueron tiroteados en manifestaciones antiestadounidenses principalmente en las partes chiitas del país.[cita requerida] El ayatolá Sayed Mohammed Baqir al-Hakim, quien volvió a Irak luego de decenios en el exilio poco después del comienzo de la ocupación, comentó: "A nosotros no nos asustan las tropas británicas y estadounidenses. Este país quiere preservar su soberanía, y las fuerzas de la coalición deben irse."
En los meses que siguieron a la ocupación, empezó a registrarse un promedio de una muerte diaria de miembros de las fuerzas estadounidenses y británicas, en ataques con francotiradores, bombas suicidas y emboscadas. Algunos ataques contra las fuerzas de la ocupación han resultado como represalia a los abusos de las fuerzas ocupantes, como cuando seis soldados británicos murieron tras disparar contra cuatro manifestantes en una protesta.
Tales ataques son celebrados rabiosamente por los habitantes del país[cita requerida], desahogando la impotencia en la que se encuentran frente a la ocupación. Particular impacto tuvo el caso de Faluya, donde varios agentes de inteligencia estadounidense fueron incinerados y sus restos colgados de un puente de la ciudad, lo que desencadenaría una fuerte contraofensiva militar estadounidense sobre esta ciudad suní. Varios grupos de diversas tendencias políticas y religiosas continúan llevando a cabo una dura resistencia contra la ocupación. Dicha resistencia es particularmente firme en el centro suní de Irak, que fue la base del poder de Husein, si bien grupos chiíes adeptos al clérigo Muqtada al-Sadr también han realizado una fiera defensa de los lugares santos de ese culto musulmán.
Los ataques de la resistencia se suceden a diario, habiéndose superado la cifra de 2600 militares estadounidenses y más de cien de otras nacionalidades caídos desde el comienzo de la intervención durante el mes de abril de 2004. Ese mes presentó el balance más negativo para los invasores, haciéndose patente una clara tendencia al incremento de las actividades de la resistencia tanto en Bagdad como en las demás ciudades importantes del país. La ofensiva de los rebeldes iraquíes ha golpeado a las tropas estadounidenses y sus aliados, tanto en los centros urbanos como en las carreteras. También se han visto entorpecidas las labores de construcción de infraestructura que adelantan los contratistas extranjeros en oleoductos, terminales petroleras del golfo Pérsico y las rutas de suministros para las tropas invasoras que son transportados por ferrocarril.
Parte de la estrategia de la resistencia consiste en sabotear la logística de las tropas ocupantes. Los Estados Unidos tuvieron la intención de reconstruir rápidamente la infraestructura petrolera iraquí para que la producción, ahora en manos de contratistas estadounidenses, volviera a los niveles previos a la guerra, pero la destrucción de los oleoductos asestó un duro golpe a esta iniciativa. Entre algunos de los grupos que reivindican los ataques contra la ocupación de la coalición y el sabotaje figuran el Frente Nacional Iraquí de los Fedayines de Sadam, el Partido Serpiente y el Regreso.

## Pérdidas humanas

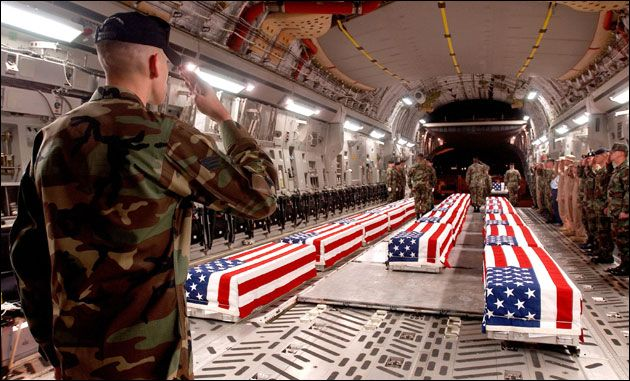
Cadáveres estadounidenses siendo repatriados

En la tabla Infobox en la parte superior derecha aparece la cifra de muertos de la coalición, que incluye el número de víctimas por naciones, los contratistas, no los civiles iraquíes, los periodistas, los medios de comunicación asistentes, trabajadores de ayuda humanitaria, heridos, etc. El artículo principal también da explicaciones para la amplia variación en las estimaciones y muestra las muchas formas en que se produce el conteo. Las cifras de accidentes, especialmente las de iraquíes, son muy controvertidas. En esta sección se ofrece una breve reseña.
El General estadounidense Tommy Franks estimó poco después de la invasión que se había producido 30 000 bajas iraquíes a partir del miércoles 9 de abril de 2003. Después de esta primera estimación no se hizo pública ninguna otra estimación.
En diciembre de 2005 el presidente Bush dice que hay 30 000 iraquíes muertos. El portavoz de la Casa Blanca Scott McClellan dijo más tarde que «no era una estimación oficial del Gobierno», y se basó en los informes de prensa.
Se han realizado varios intentos de los medios de comunicación, los gobiernos de coalición y otros para estimar las bajas iraquíes:
- Ministerio de Salud iraquí. En enero de 2008, el ministro informó de los resultados de la investigación realizada en 9345 hogares a través de Irak, llevada a cabo en 2006 y 2007. El informe estima que 151 000 muertes están relacionadas con la violencia (95 % margen de incertidumbre, 104 000 a 223 000) entre de marzo de 2003 y junio de 2006. Los empleados del Ministerio iraquí de Salud realizaron la encuesta para la Organización Mundial de la Salud.[102]
- Las Naciones Unidas encontró que 34 452 muertes violentas de civiles fueron reportadas por morgues, hospitales y las autoridades municipales a través de Irak en 2006.[103][104]
- Los ministerios iraquíes de Salud, de Defensa y del Interior dice que 14 298 civiles, 1348 policías y 627 soldados fueron asesinados en 2006.[105] El gobierno iraquí no cuente las víctimas crímenes, ni a las de secuestros, ni heridos que mueren después como consecuencia de los ataques. Sin embargo, "una cifra de 3700 muertes de civiles en octubre de 2006, el último recuento dado por la ONU sobre la base de datos del Ministerio de Salud y la morgue de Bagdad, fue tildada exagerada por el Gobierno iraquí."
- El Iraq Body Count proyecto (IBC) ha documentado entre 73 264-79 869 muertes violentas de civiles no combatientes desde el comienzo de la guerra hasta el 20 de septiembre de 2007.[106] Sin embargo, el IBC ha sido criticado por contar solo un pequeño porcentaje del número real de muertes debido a que solo incluyen las muertes comunicadas por los organismos específicos de los medios de comunicación.[107][108] IBC ha rechazado estas afirmaciones.[109]
- La encuesta Lancet 2006 de víctimas de la guerra de Irak calcula que en 654 965 los iraquíes muertos (rango de 392 979-942 636) desde marzo de 2003 hasta finales de junio de 2006. Ese número total de defunciones (todos los iraquíes) incluye todo el exceso muertes debido al aumento de la anarquía, la degradación de las infraestructuras, etc., e incluye civiles, militares e insurgentes muertos.El estudio de Lancet ha sido descrito como muy controvertido.  Numerosos estudios revisados por pares han criticado su metodología y han descrito su estimación de bajas como exagerada.[110]
- Una investigación de la Opinión de encuesta empresarial (ORB) realizada en agosto de 2007 estimó en 1 220 580 las muertes violentas debido a la guerra de Irak (rango de 733 158 a 1 446 063).[111] El 28 de enero de 2008, ORB publicó una actualización basada en un trabajo adicional llevado a cabo en las zonas rurales de Irak. Unos 600 entrevistas adicionales se llevaron a cabo y la cifra se revisó a 1 033 000 con un determinado rango de 946 000 a 1 120 000.[112] Esta estimación ha sido criticada como exagerada y mal fundada en la literatura revisada por pares.[113]
- Un estudio publicado en 2013 por PLOS Medicine estimó un exceso de muertes violentas y no violentas de 405 000 (rango de 48 000 a 751 000) hasta finales de junio de 2011 según datos de encuestas de hogares. La estimación incluye muertes debidas al aumento del crimen, infraestructura degradada, atención médica deficiente, etc. Más del 60% de las muertes se atribuyeron directamente a la violencia.[114]

| País           | muertos | heridos |
| -------------- | ------- | ------- |
| Estados Unidos | 4.497   | 32.292  |
| Reino Unido    | 179     | 315     |
| Italia         | 33      |         |
| Polonia        | 23      |         |
| Ucrania        | 18      |         |
| Bulgaria       | 13      |         |
| España         | 11      | 18      |
| otros países   | 43      |         |

## Críticas y costes
La coalición comandada por Bush no encontró ninguna de las supuestas armas de destrucción masiva que se utilizaron como pretexto para la invasión de Irak.
Esto provocó una encarnizada lucha de credibilidad de Tony Blair contra la BBC a la cual el Poder Judicial británico había quitado la razón frente al premier británico, pero las encuestas revelaron que en 2003 su credibilidad cayó notablemente en favor de la BBC. Algunos grupos de Australia reclamaron su dimisión.[cita requerida]
En cuanto a George W. Bush, argumentó que había actuado por información de la CIA. El director de la Agencia negó que se hubiera afirmado la existencia de armas de destrucción masiva en Irak. El presidente estadounidense creó, en consecuencia, una comisión destinada a investigar si los informes de inteligencia justificaban la invasión a Irak.
Esta guerra aceleró el deterioro de la imagen de los Estados Unidos en el mundo. A esto hay que añadir el hecho de que algunos militares estadounidenses han sido acusados formalmente por crímenes de guerra, siendo los casos más sonados los homicidios del camarógrafo español José Couso y del agente italiano Nicola Calipari. En ambos incidentes el ejército estadounidense rechazó que sus efectivos hubieran cometido crímenes de guerra y determinó que tales acusaciones eran irrelevantes, pero tanto las autoridades españolas como las italianas llegaron a conclusiones diferentes, y por esto en España se dictó una orden de aprehensión contra el sargento Thomas Gibson y otros dos soldados por el presunto asesinato del camarógrafo Couso, mientras que un tribunal de Roma decidió enjuiciar al soldado Mario Lozano por el cargo de asesinato contra el agente Nicola Calipari, y dos cargos más por intento de asesinato contra la periodista Giuliana Sgrena.

## Crisis humanitaria

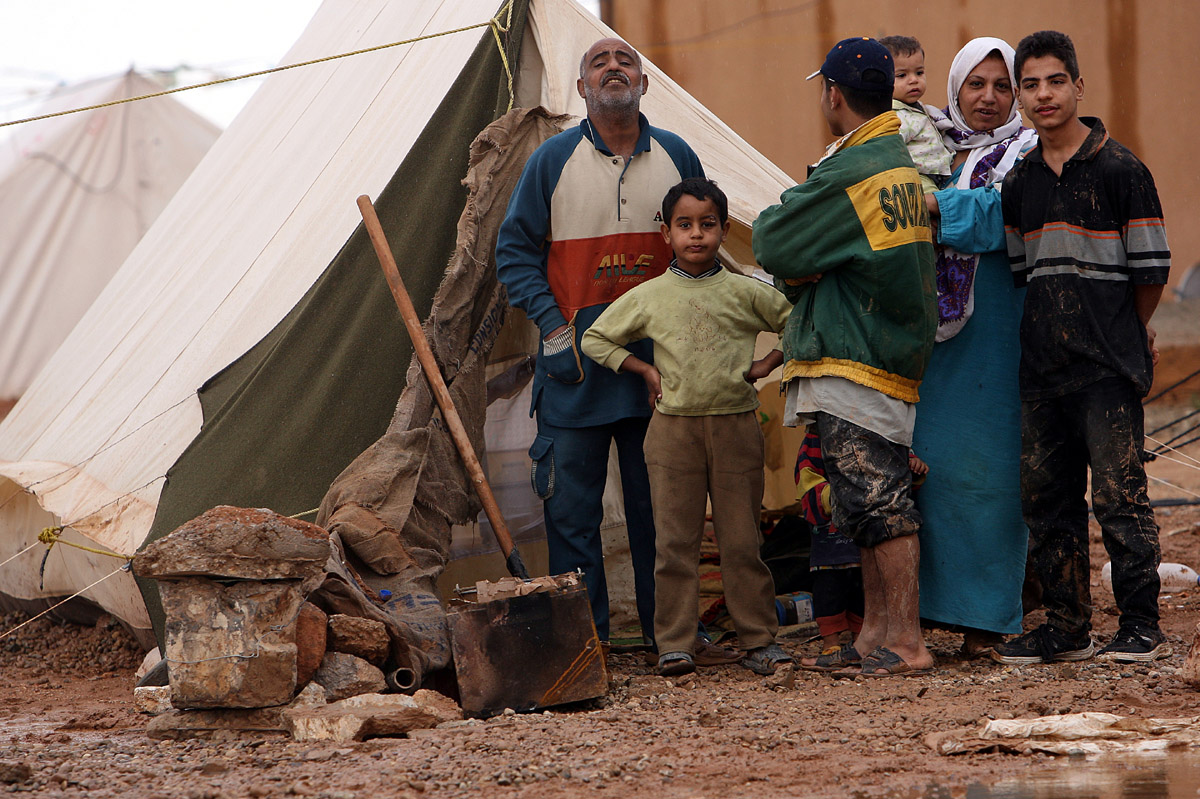
Tras la invasión la desnutrición se ha disparado al 28 % de la población. En la foto, iraquíes refugiados en Jordania.

Los índices de malnutrición se han disparado del 19 % previo a la invasión a una media del 28 % cuatro años después.
En un informe titulado Los civiles sin protección: el continuo empeoramiento de la crisis humanitaria en el Irak, producido después de la intensificación de las operaciones militares estadounidenses llevadas a cabo en Bagdad a partir de febrero de 2007, la Media Luna Roja dijo que millones de iraquíes se encuentran en una situación desastrosa que está empeorando. La Cruz Roja dijo que los hospitales y otros servicios importantes están dramáticamente cortos de personal, ya que más de la mitad de los médicos han abandonado el país.
De acuerdo con un funcionario del gobierno iraquí, 1944 civiles y al menos 174 soldados y policías fueron asesinados en mayo de 2007, un aumento del 29 % con respecto a las muertes de civiles durante abril. Las estimación del gobierno iraquí sobre el número de muertes de civiles ha sido siempre más bajos que los informes de investigadores independientes. Los ataques con morteros en la capital se están convirtiendo en letales.
La mayoría de los aproximadamente 20 cadáveres por día encontrados por la policía entre junio y julio de 2007 llevaban los ojos vendados y disparos al estilo ejecución. La policía atribuyen estas muertes a los escuadrones de la muerte suníes y chiíes. De acuerdo con fuentes médicas en Bagdad, muchos también han mostrado señales de tortura y mutilación.

## Abusos de derechos humanos

### Insurgentes y grupos terroristas

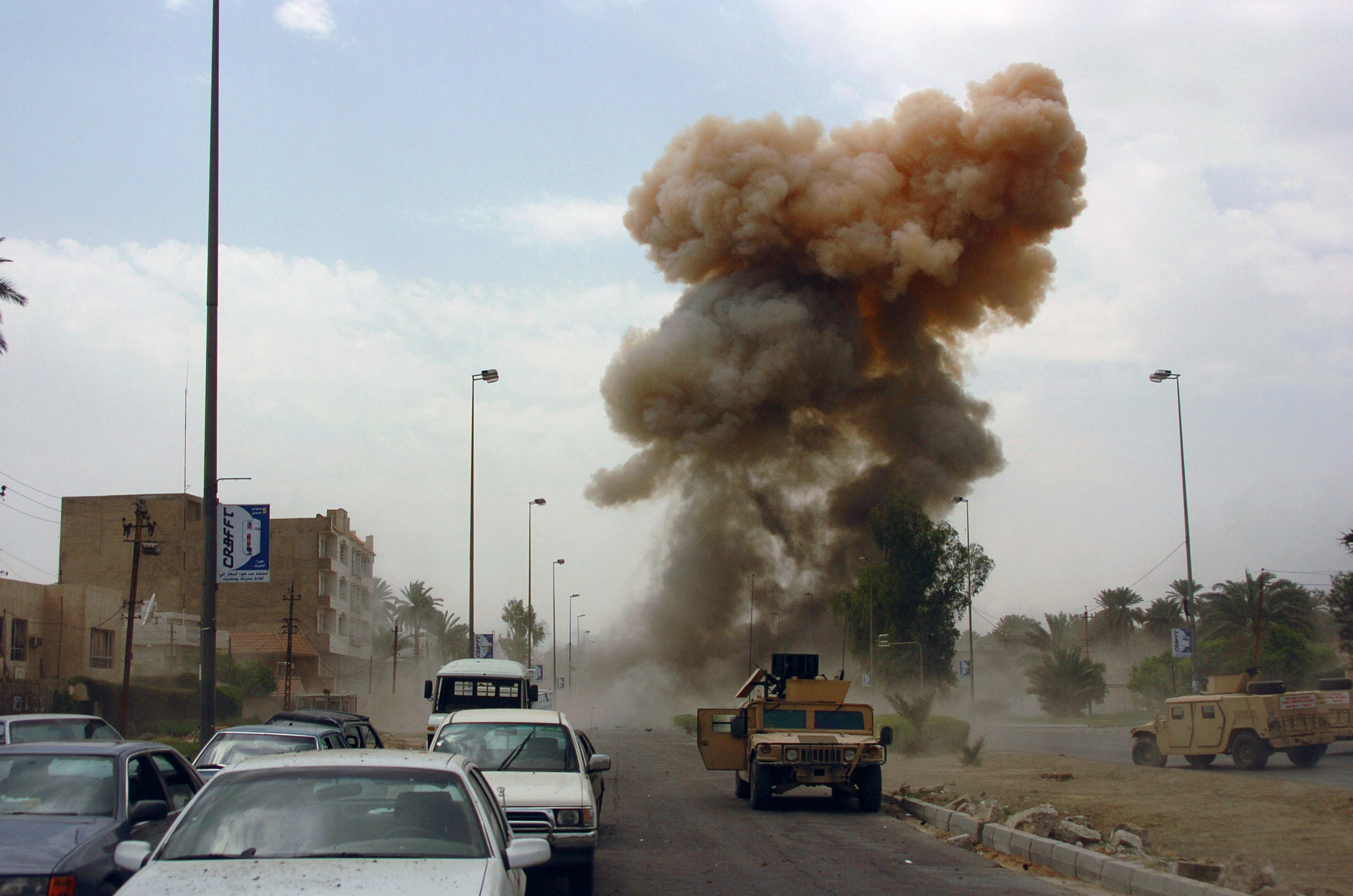
Los coches-bomba fueron una táctica frecuente de los insurrectos en Irak

Como medida de presión para que los Estados Unidos y sus aliados militares abandonen el territorio iraquí, el 8 de abril de 2004 comenzó una campaña desordenada y espontánea de secuestros de ciudadanos de las naciones invasoras, con la retención de tres japoneses, ocho sur coreanos y dos israelíes árabes. A lo largo del mes, la cifra de retenidos superó los 40 y, ante la inseguridad, los países de la coalición conminan a sus ciudadanos civiles a abandonar Irak. De hecho las tropas filipinas se retiraron totalmente del territorio iraquí tras negociar con un grupo de la resistencia la liberación de uno de sus ciudadanos.
Desde el año 2006 los grupos insurgentes inspirados en el yihadismo y liderados por Al Qaeda en Irak han experimentado un progresivo declive, hasta convertirse finalmente en un actor menor del conflicto
Los insurgentes mataron a más de 12.000 civiles iraquíes entre enero de 2005 y junio de 2006, según el ministro del Interior iraquí, Bayan Jabr. Los insurgentes también han llevado a cabo numerosos ataque suicidas contra la población civil iraquí, teniendo como objetivo principalmente a la comunidad mayoritaria chiita.
Durante la guerra, los escuadrones de la muerte sectarios mataron a muchos civiles principalmente durante la primera guerra civil iraquí. Los datos del proyecto Iraq Body Count muestran que el 33 % de las muertes de civiles durante la guerra de Iraq se debieron a ejecuciones después de secuestros o capturas.  Estos han sido llevados a cabo en su abrumadora mayoría por actores desconocidos, incluidos insurgentes, milicias sectarias y delincuentes.

## Opinión pública sobre la guerra
En España, una parte importante de la sociedad española se manifestó en contra del apoyo mostrado por el entonces presidente del gobierno José María Aznar a la intervención en Irak. Este hecho, los atentados del 11-M y el desastre del Prestige, entre otros, motivaron un cambio de gobierno en el que el Partido Socialista Obrero Español obtuvo mayoría tras las elecciones generales del domingo 14 de marzo de 2004. Establecido el nuevo gobierno, una de las primeras medidas que adoptó en el mismo mes de marzo, fue la de ordenar la retirada de España de Irak. Seguidamente, Honduras, Nicaragua, República Dominicana y Filipinas adoptaron la misma medida, restando apoyo internacional a la ocupación.
Los estadounidenses encuestados en enero de 2003 se mostraron ampliamente a favor de la diplomacia sobre una invasión. Sin embargo, más tarde ese mismo año, comenzaron a estar de acuerdo con el plan de Bush. El gobierno estadounidense emprendió una elaborada campaña nacional de relaciones públicas para promover la guerra entre sus ciudadanos. La gran mayoría de los estadounidenses creía que Saddam poseía armas de destrucción masiva: el 85 % lo afirmó, a pesar de que los inspectores no las habían descubierto. Para febrero de 2003, el 64 % de los estadounidenses apoyaba la acción militar para derrocar a Saddam. En una encuesta de Gallup realizada en marzo de 2003, al día siguiente de la invasión, el 76 % de los estadounidenses aprobaba la acción militar contra Irak.
Según una encuesta realizada en enero de 2007 por el Servicio Mundial de la BBC a más de 26.000 personas en 25 países, el 73% de la población mundial desaprobaba la gestión estadounidense de la guerra de Irak. Una encuesta realizada en septiembre de 2007 por la BBC encontró que dos tercios de la población mundial creían que Estados Unidos debería retirar sus fuerzas de Irak.
Inmediatamente después de la invasión, encuestas de NDTV y Gallup a residentes de Bagdad revelaron que una ligera mayoría de los encuestados apoyaba la invasión estadounidense. Las encuestas realizadas entre 2005 y 2007 mostraron que entre el 31% y el 37% de los iraquíes querían que las fuerzas estadounidenses y de la coalición se retiraran una vez restablecida la seguridad, y que entre el 26% y el 35% deseaban una retirada inmediata. En 2006, una encuesta realizada a la población iraquí reveló que el 52% de los encuestados dijo que Irak iba en la dirección correcta y el 61% afirmó que valía la pena derrocar a Saddam Hussein. En una encuesta de la BBC de marzo de 2007, el 82% de los iraquíes expresó su desconfianza en las fuerzas de la coalición estacionadas en Irak. Según una encuesta de 2009 realizada por la Universidad de Maryland, 7 de cada 10 iraquíes querían que las tropas estadounidenses se retiraran en el plazo de un año y, además, el 78% consideraba que la presencia militar estadounidense estaba "provocando más conflicto del que intentaba prevenir".

## Relación con laGuerra contra el terrorismo

### Guerra por el petróleo
Tiempo después de la invasión Paul Wolfowitz declaraba en Singapur en mayo de 2003: «Veámoslo de forma sencilla. La diferencia más importante entre Corea del Norte e Irak es que, económicamente, en Irak no teníamos alternativa. El país nada en un mar de petróleo».
Más tarde, Alan Greenspan, expresidente del banco central estadounidense (la Reserva Federal), aseguró en su libro de memorias que el verdadero motivo para invadir Irak sería capturar el petróleo y no las razones expresadas públicamente de armas de destrucción masiva y liberar al pueblo iraquí de la dictadura de Saddam o establecer una democracia.

### Guerra por el dólar como petrodólar frente al euro
William Clark, en su libro The Real Reasons for the Coming War in Iraq, afirma que el verdadero motivo de la guerra de Irak contra Sadam Huseín es que este estaba negociando vender petróleo por euros y abandonar el pago en dólares -petrodólares-.
Richard Benson, presidente de Speciality Finance Group, consideró que el factor que determina la prosperidad de EE. UU es el sostenimiento del dólar como divisa de reserva internacional y que eso implica que los países productores de petróleo fijen su precio en dólares y solo acepten dólares. Afirma que el detonante de la guerra fue la decisión de Hussein de aceptar euros -de Europa- en pago por su petróleo.
El antropológo David Graeber afirma que cuando Sadam Huseín tuvo la osadía de pasar, unilateralmente, del dólar al euro, en 2000 (le siguió Irán en 2001) fue rápidamente bombardeado y ocupado militarmente. Irak, Irán y Corea del Norte fueron considerados los ejes del mal. Los países europeos que emplean el euro, Alemania y Francia se opusieron a la guerra.

## Retiro de las tropas, Operación Nuevo Amanecer y fin de la guerra
El viernes 27 de febrero de 2009 el por aquel entonces presidente de los Estados Unidos, Barack Obama, anunció el retiro de sus tropas para el día martes 31 de agosto de 2010, aunque quedarían 50 000 soldados hasta el sábado 31 de diciembre de 2011.

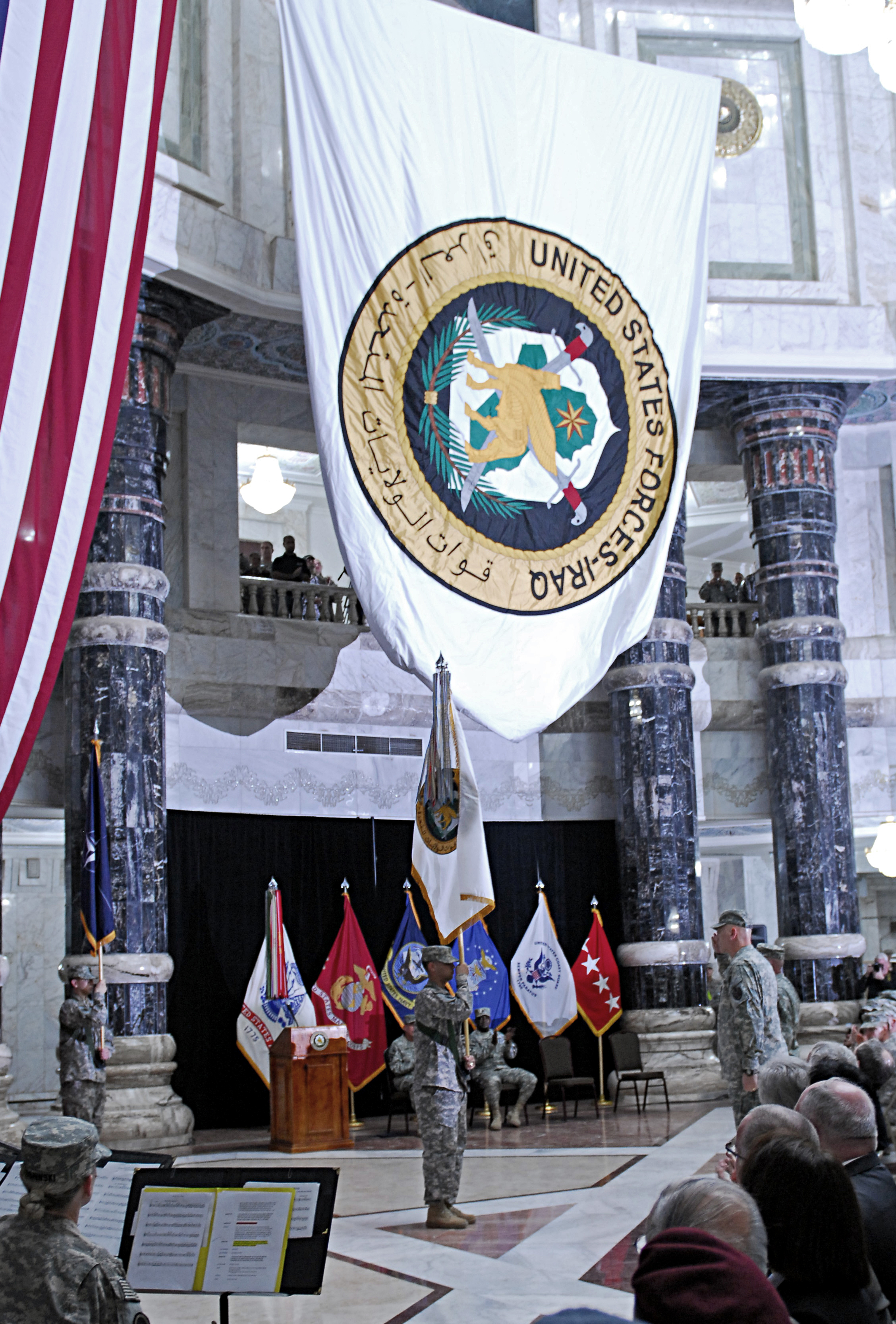
Ceremonia de activación del Ejército Estados Unidos - Irak el 1 de enero de 2010

El jueves 19 de agosto del 2010 Estados Unidos retiró casi todas sus tropas de combate de Irak, dejando en el país solo 56 000 efectivos de combate; la retirada se adelantó dos semanas al plazo previsto por el tratado firmado por el anterior presidente estadounidense George W. Bush y el gobierno iraquí. Con esta decisión del actual presidente Barack Obama comenzó a poner fin a la intervención de Estados Unidos en la guerra de Irak; el resto de las tropas de combate se retirarían en el plazo previsto legalmente por el tratado y entonces solo quedarían 50 000 efectivos estadounidenses en el país cuyas labores no serían de combate sino de entrenamiento de las fuerzas iraquíes que seguirán luchando solas contra la insurgencia.
El martes 31 de agosto del 2010 Estados Unidos retiró sus últimos efectivos de combate de Irak y puso fin oficialmente a su misión de combate en la guerra; sin embargo permanecieron, como estaba previsto, cincuenta mil efectivos militares estadounidenses en misiones de inteligencia y apoyo logístico y de entrenamiento a las fuerzas de seguridad iraquíes.
Esta decisión de Obama de dar fin a la guerra para pasar a una nueva fase en Irak de ayuda para lograr la paz y el retorno de la soberanía en Irak es conocida como Operación Nuevo Amanecer y está comandada por el general Lloyd Austin en lugar del general Raymond T. Odierno (su predecesor en la comandancia durante la guerra), para el entrenamiento de las tropas iraquíes contra el terrorismo y la insurgencia iraquí. La operación dio comienzo el miércoles 1 de septiembre del año 2010 y se extendería hasta el sábado 31 de diciembre del año 2011.

### Situación posterior a la retirada de las tropas de la coalición de Irak
La violencia continuaba y los atentados contra iraquíes también. Al Qaeda ha elegido a los cristianos y a la Iglesia copta como blanco para atentar desde el inicio de las operaciones de los Estados Unidos. Uno de los hechos más sangrientos llevados a cabo por una rama vinculada a Al Qaeda; denominada Estado Islámico de Irak, fue un atentado que murieron varias personas que se encontraban en un templo religioso.
Pero la violencia contra las tropas estadounidenses no dejó de cesar, pues dos soldados estadounidenses murieron y nueve resultaron heridos, cuando estalló un tiroteo dentro de una base del Ejército iraquí al norte de Bagdad. Este hecho sucedió pocos días después de que el presidente Obama declarara oficialmente el fin de la guerra en Irak en septiembre del año 2010. Dos días antes del tiroteo, los soldados estadounidenses en Bagdad se sumaron a repeler un ataque altamente coordinado por los insurgentes en uno de los principales comandos militares en Bagdad, un evento que puso de relieve las ambigüedades la nueva fase de la función militar estadounidense en Irak.
En total en el año 2011 sumaron 54 efectivos militares estadounidenses muertos.
En otra jornada de violencia la organización terrorista Al Qaeda en Irak se atribuyó el sangriento secuestro en la ciudad iraquí de Tikrit.
Mientras que en otro ataque posterior perpetrado en un punto de control de las fuerzas de seguridad en la ciudad iraquí de Kubaisa ocho personas murieron.
Según informaron testigos presenciales, entre las víctimas se encuentran tres soldados y un policía, mientras que otros dos agentes de seguridad sufrieron heridos. En el ataque al puesto de control murió también unos de los atacantes, que pertenecía a la milicia suní Sahwa, el puesto de control se ubicaba cerca de la ciudad de Kirkuk.
En otro ataque Al Qaeda llevó a cabo un asalto armado al parlamento de la ciudad iraquí de Tikrit murieron 65 personas y resultaron heridas 95, la toma de rehenes fue el motivo por el cual fuerzas de seguridad y soldados iraquíes acudieran.
El ataque a la sede del Parlamento provincial en Tikrit, fue una «respuesta a los crímenes que las fuerzas de seguridad de la provincia de Salaheddin han cometido contra presos suníes», explicó la organización extremista en un mensaje publicado en foros de Internet. Durante la acción murieron tres diputados, varios funcionarios, empleados de gobierno, policías y dos periodistas.
En 2011 Fuerzas Armadas estadounidenses llevaron a cabo dos ataques aéreos en Irak contra milicianos que estaban atacando a sus tropas, uno de ellos contra un grupo apoyado por Irán, afirmó en Washington un portavoz de la misión militar de los Estados Unidos.
De manera posterior cuatro explosiones acaecidas en la provincia de Karbala han dejado 17 muertos y 83 heridos, ha informado el comandante de operaciones militares de la provincia, Othman Al-Ghanimy.
La violencia se produce después de que junio fue el mes más mortífero para civiles y militares iraquíes en lo que va del año, y el más sangriento en tres años para las fuerzas de Estados Unidos, que perdió a 15 soldados en diversos ataques.
En junio de 2011, un saldo 271 iraquíes, 155 civiles, 77 policías y 39 soldados murieron en los ataques, de acuerdo con un recuento del gobierno de Irak.
El lunes 15 de agosto de 2011 en el considerado mes sagrado de Ramadán se registraron 70 muertos y más de 200 heridos en una cadena de atentados perpetrados en al menos 15 ciudades iraquíes, se lo considera el día más violento en lo que va de ese año. En Bagdad se culpan a Al Qaeda de realizar dichos genocidios. Por el motivo de la incapacidad de que las tropas iraquíes no pudiesen dominar la gran escalada de violencia es muy probable que el plazo de retiro de las tropas estadounidenses se postergue por mucho más tiempo.
El atentado más grave se perpetró en un mercado popular de la ciudad de Kut, al sudeste de Bagdad, donde un artefacto explosivo y un coche bomba estallaron de forma consecutiva y causaron la muerte de 34 personas, dijeron fuentes del Ministerio del Interior iraquí.
Además, 65 iraquíes, entre ellos mujeres y niños, resultaron heridos como consecuencia de las explosiones, que también dañaron tiendas del mercado.
Irak no vivía una jornada de tanta violencia desde el martes 29 de marzo de 2011, cuando al menos 65 personas perdieron la vida durante el asalto de un grupo armado contra la sede del gobierno provincial de Salahedin, en la ciudad iraquí de Tikrit, al noroeste de Bagdad.
A diferencia de esos sucesos de marzo, en los que las víctimas fallecieron en un único ataque, el martes 16 de agosto Irak se vio sacudido por cerca de 15 atentados en varios puntos del país.
Así, en la provincia de Diyala, al nordeste de Bagdad, 13 personas murieron y 33 resultaron heridas en una cadena de ataques que tuvieron lugar en distintas poblaciones.
Al sur de Bagdad, en tanto, un total de nueve policías murieron y otras 99 personas resultaron heridas en tres atentados en las ciudades de Najaf y Kerbala, consideradas santuarios para los chiitas, que obligaron a autoridades de la región a decretar el toque de queda.
En la zona de Al Hindiya, en el este de la ciudad de Kerbala, la explosión de un vehículo junto a un edificio de la policía causó tres muertos y 41 heridos.
En otra serie de atentados, esta vez en Kirkuk (norte), tres personas perdieron la vida y otras 37 resultaron heridas por la explosión de una moto bomba y de un coche bomba.
También hubo ataques en Taji, Ramadi, Iskandariya, Mosul, Balad e incluso Bagdad. Pero en ningún sitio fue más patente el alcance de la violencia que en Diyala.
Mientras las autoridades iraquíes luchan para contener los ataques de los terroristas, los 47 000 soldados estadounidenses que quedaban en Irak se prepararon para abandonar el país a fin de año, en cumplimiento del pacto de seguridad firmado en diciembre de 2008 entre Washington y Bagdad.
A pesar de que este pacto establece el repliegue de las tropas estadounidenses, que ocuparon Irak desde 2003, un grupo de soldados podría permanecer en el país para entrenar a las fuerzas iraquíes más allá de finales de 2011.
El martes 13 de septiembre del mimo año, 22 peregrinos chiitas fueron encontrados muertos a tiros en una zona remota de la provincia occidental iraquí de Anbar, confirmaron funcionarios desde Bagdad. El incidente se registró en la carretera que conecta Jordania con Bagdad, la provincia de Anbar. Los restos mortales de los peregrinos fueron descubiertos horas después de que una banda de hombres armados detuvieron el autobús en un puesto de control falso, donde obligaron a bajar a todas las mujeres, y se llevaron a los varones, según relataron sobrevivientes. Los chiitas fueron vistos cuando viajaban en un autobús y en un minibús rumbo a un santuario en Siria cuando fueron detenidos en el falso puesto de control en un área desértica. Una patrulla del ejército iraquí encontró a las mujeres abandonadas y llorando, a un lado de la carretera y las llevaron a la capital provincial de Ramadi en busca de ayuda. Una de las mujeres dijo a los oficiales que había cuatro hombres armados que vestían uniformes militares y que ordenaron detener los vehículos en un territorio que es dominado por los sunitas.
El jueves 22 de septiembre de 2011, tres personas murieron y 17 quedaron heridas el jueves en la noche al estallar un coche bomba en una localidad a 60 kilómetros al sur de Bagdad, indicó una fuente de la policía de Hilla, capital de la provincia de Babilonia (centro).
Desde 2006 y 2007, la violencia han disminuido en Irak, pero los atentados se siguieron suscitando de forma frecuente durante la guerra y ocupación. Varios ataques de importancia tuvieron lugar en agosto, dejando 239 muertos durante ese mes en el país, según estadísticas oficiales.
Aún luego de la guerra, ocupación y retirada de las tropas estadounidenses, continúa habiendo ataques suicidas con bombas sobre territorio iraquí.

### Ámbito sociopolítico
En el ámbito sociopolítico, luego de que el presidente iraquí, Jalal Talabani, encargara oficialmente al primer ministro, Nuri al Maliki, la formación de un nuevo Gobierno en Irak, más ocho meses después de las elecciones, celebradas el lunes 7 de marzo y en las que el partido de Maliki quedó en segundo lugar, con 89 escaños, dos menos que el partido de otro ex primer ministro, Iyad Allawi y Allawi renunciara a su victoria en los comicios, el país ha permanecido sin gobierno desde entonces, se ha provocado una inestabilidad que los grupos insurgentes han aprovechado para aumentar sus ataques.
Actualmente Maliki se niega a postularse a un tercer gobierno en un Irak que atraviesa protestas con inmolaciones, violentas manifestaciones de reclamo de mejoras en los servicios públicos y enfrentamientos entre sunitas y chiitas que van en aumento a pesar de la retirada estadounidense de Irak.

### Cuestión sobre la permanencia de tropas estadounidenses en Irak
En lo que respeta a la cuestión de permanencia de tropas estadounidenses en dicho país ocupado, Irak y los Estados Unidos iniciarán en los próximos días las negociaciones para determinar el número de tropas estadounidenses que permanecerán en el país árabe a partir de enero de 2012, según publicó hoy el diario estatal Al Sabah. Con anterioridad el gobierno de Irak había pedido a los principales bloques políticos de su país si las tropas estadounidenses podían quedarse un tiempo más o no del retiro el sábado 31 de diciembre de 2011. En abril el Secretario de Defensa de los Estados Unidos Robert Gates anunció que la presencia de las tropas estadounidenses podría extenderse.
En la actualidad el número total de fuerzas estadounidenses se extiende a 47 000 soldados.
El periódico, que cita a una fuente estadounidense de alto rango, precisa que «en los próximos días comenzarán las conversaciones sobre el asunto de la continuación de tropas de Estados Unidos en Irak para desempeñar labores de entrenamiento y rearme».
El jueves 22 de septiembre el Gobierno iraquí decidió no firmar un nuevo acuerdo con los Estados Unidos para la permanencia de sus tropas en Irak, sino “memorandos de entendimiento” para mantener a un grupo de formadores. Kacem al Aarayi, parlamentario de la Alianza Nacional —la segunda mayor coalición chií de Irak—, afirmó en declaraciones a ese rotativo que su formación no aceptará un nuevo acuerdo de ese tipo, además expresó que el acuerdo actual de seguridad, suscrito entre Washington y Bagdad en diciembre del 2008, estipula la retirada de los soldados estadounidenses del país árabe antes de finales de este año, y cualquier modificación del mismo debe contar con la aprobación del Gobierno y Parlamento iraquíes.
Al Aarayi, miembro de la comisión parlamentaria de Defensa y de Seguridad, reveló el lunes pasado al diario Al Shurok que EE. UU. había solicitado al Gabinete iraquí luz verde para que 3000 de sus militares permanecieran en el país después de la repliegue del resto. Algunos observadores iraquíes no descartan que el Ejecutivo de Bagdad recurra a la firma de memorandos de entendimiento, en vez de acuerdos, para prologar la presencia estadounidense, ya que los pactos requieren de la aprobación del Parlamento, donde varios partidos piden la marcha completa del ejército de EE. UU.

## Datos y cifras que dejó la guerra de Irak
En el ámbito social la escalada de violencia ha provocado un desempleo del 50 %, un trauma psicológico que afecta a dos de cada cinco iraquíes, una suma de más de 2 millones de jóvenes viudas y que el 75 % de los niños hayan desertado de la actividad escolar y se vean expuestos a la prostitución y el trabajo esclavo.
En los nueve años de guerra y ocupación 1 600 000 iraquíes fueron desplazados de sus hogares, 151 000 civiles fueron asesinados, por otra parte en la guerra el gobierno estadounidense gastó 3 billones de dólares.
En el área de los servicios públicos y las necesidades de la población e infraestructura los ciudadanos iraquíes tienen que vivir en la escasez de la electricidad, malos servicios de agua potable y cloacas y los posibles despidos de empleados públicos. Muchos niños sufren enfermedades por problemas de cloacas y la basura acumulada en las zonas.

## Publicación de los Registros de la guerra de Irak por WikiLeaks
El viernes 22 de octubre de 2010 la página WikiLeaks publica Irak War Logs (Registros de la guerra de Irak), 391 832 documentos del Departamento de Defensa de EE. UU. sobre la guerra de Irak y su ocupación entre el jueves 1 de enero de 2004 y el jueves 31 de diciembre de 2009 en los que se revelan, entre otros asuntos, el uso sistemático de torturas, la cifra de 109 032 muertos confirmados en Irak —de los que 66 081 fueron civiles, el 63 %; 23 984 'enemigos etiquetados como insurgentes'; 15 196 del "país anfitrión" (las fuerzas del gobierno iraquí) y 3771 fueron muertos "amigos" (fuerzas de la coalición)—. Cada día, de media, murieron 31 civiles, durante un período de seis años. En los Diarios de la Guerra Afgana, publicado anteriormente por WikiLeaks, que abarca el mismo período, murieron unas 20 000 personas. Además del número de muertos, la filtración confirma la ayuda de Irán a las milicias iraquíes. Como en la filtración de los Diarios de la guerra de Afganistán el seguimiento de la filtración se hace a través de la página de WikiLeaks y de las ediciones digitales de The Guardian y The New York Times, Le Monde, Der Spiegel, Al Jazeera y el Bureau of Investigative Journalism.